# Lista monumentelor istorice din județul Teleorman

Simbol utilizat în România pentru monumentele istorice

Lista monumentelor istorice din județul Teleorman cuprinde monumentele istorice din județul Teleorman înscrise în Patrimoniul cultural național al României. Lista completă este menținută și actualizată periodic de către Ministerul Culturii, Cultelor și Patrimoniului Național din România, ultima versiune datând din 2015.

| Cod LMI                                      | Denumire                                                                          | Localitate                                      | Localizare | Datare, Creatori                                           | Imagine                                                                               | Erori             |
| -------------------------------------------- | --------------------------------------------------------------------------------- | ----------------------------------------------- | --- | ---------------------------------------------------------- | ------------------------------------------------------------------------------------- | ----------------- |
| TR-I-s-B-14182 (RAN: 151807.01)              | Așezarea de tip tell de la Alexandria, punct „La Gorgan”                          | municipiul Alexandria                           | „La Gorgan”, pe malul stâng al râului Vedea, în partea de N a orașului 43.98778°N 25.32778°E | Eneolitic, Cultura Gumelnița                               | Încarcă foto \| video                                                                 | Raportează eroare |
| TR-I-s-B-14184 (RAN: 154086.01)              | Așezarea de tip tell de la Albeni, punct „Gropării”                               | sat Albeni; comuna Scurtu Mare                  | „Gropării”, la NE de sat, la N de DC Albeni-Cătunu, pe Valea Gropării | Eneolitic, Cultura Gumelnița                               | Încarcă foto \| video                                                                 | Raportează eroare |
| TR-I-s-B-14185 (RAN: 154870.01)              | Cetatea de la Albești, punct „Măgura lui Panait”                                  | sat Albești; comuna Vedea                       | „Măgura lui Panait”, la NV de sat, pe Dealul Cornetului, aproape de confluența pârâului Burdea cu râul Vedea 44.07417°N 25.10306°E | sec. IV - III a. Chr., Latène, Cultura geto-dacică         | Încarcă foto \| video                                                                 | Raportează eroare |
| TR-I-s-B-14186 (RAN: 152001.02)              | Așezarea de tip tell de la Balaci, punct „Măgura de la Hodorog”                   | sat Balaci; comuna Balaci                       | „Măgura de la Hodorog”, la SE de sat, pe malul drept al pârâului Burdea 44.33417°N 24.92333°E | Eneolitic, Cultura Gumelnița                               | Încarcă foto \| video                                                                 | Raportează eroare |
| TR-I-s-B-14187 (RAN: 152378.02)              | Așezarea de tip tell de la Balaci, punct „Măgura de la Baltă”                     | sat Balaci; comuna Balaci                       | „Măgura de la Baltă”, în partea de N a satului, traversată de șoseaua Roșiorii de Vede - Pitești 44.36028°N 24.93111°E | Eneolitic, Cultura Gumelnița                               | Încarcă foto \| video                                                                 | Raportează eroare |
| TR-I-s-B-14188 (RAN: 153954.01)              | Situl arheologic de la Băneasa, punct „La Cetate”                                 | sat Băneasa; comuna Salcia                      | „La Cetate”, la SE de sat, la V de șoseaua Turnu Măgurele - Roșiorii de Vede 43.94141°N 24.96861°E | sec. II-III p. Chr., Epoca romană                          | Încarcă foto \| video                                                                 | Raportează eroare |
| TR-I-m-B-14188.01 (RAN: 153954.01.01)        | Castrul mare                                                                      | sat Băneasa; comuna Salcia                      | „La Cetate”, la SE de sat, la V de șoseaua Turnu Măgurele - Roșiorii de Vede 43.94139°N 24.96861°E | sec. II-III p. Chr., Epoca romană                          | Încarcă foto \| video                                                                 | Raportează eroare |
| TR-I-m-B-14188.02 (RAN: 153954.01.02)        | Castrul mic                                                                       | sat Băneasa; comuna Salcia                      | „La Cetate”, la SE de sat, la V de șoseaua Turnu Măgurele - Roșiorii de Vede 43.94139°N 24.96861°E | sec. II-III p. Chr., Epoca romană                          | Încarcă foto \| video                                                                 | Raportează eroare |
| TR-I-s-B-14189 (RAN: 154031.01)              | Așezarea de tip tell de la Brebina, punct „Măgura din Vale”                       | sat Brebina; comuna Scrioaștea                  | „Măgura din Vale”, în partea de V a satului, lângă biserică 44.165°N 24.97°E | Eneolitic, Cultura Gumelnița                               | Încarcă foto \| video                                                                 | Raportează eroare |
| TR-I-s-B-14190 (RAN: 152010.01)              | Așezarea de tip tell de la Burdeni, punct „La Măgura”                             | sat Burdeni; comuna Balaci                      | „La Măgura”, la marginea E a satului, pe malul drept al pârâului Burdea 44.36916°N 24.95028°E | Eneolitic, Cultura Gumelnița                               | Încarcă foto \| video                                                                 | Raportează eroare |
| TR-I-s-B-14191 (RAN: 152369.01)              | Așezarea de la Călinești, punct „Grădina lui Avram”                               | sat Călinești; comuna Călinești                 | „Grădina lui Avram”, la marginea de N a satului, pe terasa E a pârâului Câinelui | sec. II-I a. Chr., Latène, Cultura geto-dacică             | Încarcă foto \| video                                                                 | Raportează eroare |
| TR-I-s-B-14192 (RAN: 152369.02)              | Așezarea de tip tell de la Călinești, punct „Măgura Zamfirei”                     | sat Călinești; comuna Călinești                 | „Măgura Zamfirei”, la SV de sat, la marginea pădurii Tinoasa 44.07306°N 25.22028°E | Eneolitic, Cultura Gumelnița                               | Încarcă foto \| video                                                                 | Raportează eroare |
| TR-I-s-B-14193 (RAN: 153357.01)              | Așezarea de la Cernetu                                                            | sat Cernetu; comuna Mârzănești                  | La E de sat, pe malul stâng al râului Teleorman | Latène, Cultura geto-dacică                                | Încarcă foto \| video                                                                 | Raportează eroare |
| TR-I-s-B-14194 (RAN: 152537.01)              | Așezarea de tip tell de la Ciolăneștii din Deal, punct „Măgura Țui”               | sat Ciolăneștii din Deal; comuna Ciolănești     | „Măgura Țui”, Str. 29, nr. 806, la marginea de NE a satului, în Șovești 44.31861°N 25.08445°E | Eneolitic, Cultura Gumelnița                               | Încarcă foto \| video                                                                 | Raportează eroare |
| TR-I-s-A-14195 (RAN: 151718.02)              | Situl arheologic de la Ciuperceni, punct „La vii”, „La carieră”                   | sat Ciuperceni; comuna Ciuperceni               | „La vii”, „La carieră”, la E de sat, pe șoseaua Ciuperceni-Traian, lângă cimitir | Paleolitic                                                 | Încarcă foto \| video                                                                 | Raportează eroare |
| TR-I-m-A-14195.01 (RAN: 151718.02.02)        | Așezare                                                                           | sat Ciuperceni; comuna Ciuperceni               | „La carieră”, la E de sat, pe șoseaua Ciuperceni-Traian, lângă cimitir | Paleolitic                                                 | Încarcă foto \| video                                                                 | Raportează eroare |
| TR-I-m-A-14195.02 (RAN: 151718.02.03)        | Așezare                                                                           | sat Ciuperceni; comuna Ciuperceni               | „La vii”, la E de sat, pe șoseaua Ciuperceni-Traian, lângă cimitir | Paleolitic                                                 | Încarcă foto \| video                                                                 | Raportează eroare |
| TR-I-s-B-14196                               | Așezare                                                                           | sat Conțești; comuna Conțești                   | Lângă râul Vedea | Hallstatt                                                  | Încarcă foto \| video                                                                 | Raportează eroare |
| TR-I-s-B-14197 (RAN: 152779.01)              | Situl arheologic de la Dobrotești, punct „Măgura Jidovului” și „Lacul cu Cremene” | sat Dobrotești; comuna Dobrotești               | „Măgura Jidovului”, „Lacul cu Cremene”, la E și la V de sat | Epoca bronzului, Eneolitic                                 | Încarcă foto \| video                                                                 | Raportează eroare |
| TR-I-m-B-14197.01 (RAN: 152779.01.02)        | Așezare                                                                           | sat Dobrotești; comuna Dobrotești               | „Lacul cu cremene” sau „Lacul lui Drăcman”, la V de sat, în zona Valea Adâncă sau Tabu Mare 44.28556°N 24.94056°E | Epoca bronzului, Cultura Cernavoda III                     | Încarcă foto \| video                                                                 | Raportează eroare |
| TR-I-m-B-14197.02 (RAN: 152779.01.01)        | Așezare de tip tell                                                               | sat Dobrotești; comuna Dobrotești               | „Măgura Jidovului”, la E de sat, pe malul stâng al pârâului Burdea 44.28556°N 24.94056°E | Eneolitic, Cultura Gumelnița                               | Încarcă foto \| video                                                                 | Raportează eroare |
| TR-I-s-B-14198 (RAN: 152822.01)              | Așezarea de tip tell de la Drăcșenei, punct „Măgura din Livezi”                   | sat Drăcșenei; comuna Drăcșenei                 | „Măgura din Livezi”, în partea NE a satului, pe malul stâng al pârâului Burdea | Eneolitic, Cultura Gumelnița                               | Încarcă foto \| video                                                                 | Raportează eroare |
| TR-I-s-B-14200 (RAN: 154898.01)              | Situl arheologic de la Dulceanca, punct „Dulceanca I”                             | sat Dulceanca; comuna Vedea                     | „Dulceanca I”, la S de sat, pe locul fostului C.A.P. |                                                            | Încarcă foto \| video                                                                 | Raportează eroare |
| TR-I-m-B-14200.01 (RAN: 154898.01.02)        | Așezare                                                                           | sat Dulceanca; comuna Vedea                     | „Dulceanca I”, la S de sat, pe locul fostului C.A.P. 44.08333°N 25.10944°E | sec. V - XIV, Epoca migrațiilor, Cultura Ipotești-Cândești | Încarcă foto \| video                                                                 | Raportează eroare |
| TR-I-m-B-14200.02 (RAN: 154898.01.01)        | Așezare                                                                           | sat Dulceanca; comuna Vedea                     | „Dulceanca I”, la S de sat, pe locul fostului C.A.P. 44.08333°N 25.10944°E | sec. III - IV p. Chr., Epoca romană târzie                 | Încarcă foto \| video                                                                 | Raportează eroare |
| TR-I-m-B-14200.03 (RAN: 154898.01.03)        | Așezare                                                                           | sat Dulceanca; comuna Vedea                     | „Dulceanca I”, la S de sat, pe locul fostului C.A.P. 44.08333°N 25.10944°E | Neolitic timpuriu, Cultura Starcevo-Criș                   | Încarcă foto \| video                                                                 | Raportează eroare |
| TR-I-s-B-14201 (RAN: 154488.01)              | Așezarea de la Fântânele, punct „Tudorcea”                                        | sat Fântânele; comuna Fântânele                 | „Tudorcea”, la cca. 1 km SE de biserica veche 43.73083°N 25.27806°E | sec. X, Epoca medievală timpurie, Cultura Dridu            | Încarcă foto \| video                                                                 | Raportează eroare |
| TR-I-s-B-14202 (RAN: 154488.02)              | Necropola tumulară de la Fântânele (7 tumului)                                    | sat Fântânele; comuna Fântânele, oraș Zimnicea. | La SE de sat, de o parte și de alta a DN Turnul Măgurele - Zimnicea 43.7°N 25.33583°E | sec. IV a. Chr., Latène, geto-dacică                       | Încarcă foto \| video                                                                 | Raportează eroare |
| TR-I-s-A-14203 (RAN: 153008.01)              | Cetatea de pământ de la Frumoasa, punct „La Cetate”                               | sat Frumoasa; comuna Frumoasa                   | „La Cetate” în partea de S a satului, la cca. 300 m de malul drept al râului Vedea, lângă Moara Veche 43.77778°N 25.46389°E | sec. XIV, Epoca medievală                                  | Încarcă foto \| video                                                                 | Raportează eroare |
| TR-I-m-B-14220                               | Așezarea de tip tell de la Frumoasa, punct „Cetățuia”                             | sat Frumoasa; comuna Frumoasa                   | „Cetățuia”, la S de fostul sat Răreanca, pe terasa râului Vedea | Eneolitic, Cultura Gumelnița                               | Încarcă foto \| video                                                                 | Raportează eroare |
| TR-I-s-B-14204 (RAN: 154950.01)              | Așezarea de la Gărăgău, punct „Măgura din luncă”                                  | sat Gărăgău; comuna Vârtoape                    | „Măgura din Luncă” 44.23639°N 25.16639°E | Eneolitic                                                  | Încarcă foto \| video                                                                 | Raportează eroare |
| TR-I-s-B-14205 (RAN: 154442.01)              | Fortificația de pământ de la Gresia, punct „Cocina lui Maiaș Purcaș”              | sat Gresia; comuna Stejaru                      | „Cocina lui Maiaș Purcaș”, în zona bisericii și a cimitirului 44.16666°N 24.91666°E | sec. II - III p. Chr., Epoca romană                        | Încarcă foto \| video                                                                 | Raportează eroare |
| TR-I-s-B-14206 (RAN: 151745.01)              | Castrul de la Islaz, punct „Racoviță”                                             | sat Islaz; comuna Islaz                         | „Racovița”, în partea de NE a satului, sub cimitirul vechi 43.73333°N 24.75°E | sec. II - III p. Chr., Epoca romană                        | Încarcă foto \| video                                                                 | Raportează eroare |
| TR-I-s-B-14207 (RAN: 151745.02)              | Castrul de la Islaz, punct „Verdea”                                               | sat Islaz; comuna Islaz                         | „Verdea”, la S de sat, pe terasa Dunării 43.7°N 24.75°E | sec. II - III p. Chr., Epoca romană                        | Încarcă foto \| video                                                                 | Raportează eroare |
| TR-I-s-B-14208 (RAN: 152396.01)              | Așezarea de la Licuriciu, punct „Plai”                                            | sat Licuriciu; comuna Călinești                 | „Plai”, la SV de sat, pe malul drept alpârâului Tinoasa 44.09583°N 25.20306°E | sec. III - II a Chr., Latène, geto-dacică                  | Încarcă foto \| video                                                                 | Raportează eroare |
| TR-I-s-B-14209 (RAN: 153133.01)              | Tumululde la Lisa, punct „Măgura de lângă Moară”                                  | sat Lisa; comuna Lisa                           | „Măgura de lângă Moară”, „Buga”, între satele Lisa și Vânători, pe stânga DN51A 43.77472°N 25.15861°E | Eneolitic                                                  | Încarcă foto \| video                                                                 | Raportează eroare |
| TR-I-s-B-14210 (RAN: 153259.01)              | Situl arheologic de la Măgura, punct „La Biserică”                                | sat Măgura; comuna Măgura                       | „La Biserică”, cartier Bran, la NV de sat, pe malul pârâului Clănița |                                                            | Încarcă foto \| video                                                                 | Raportează eroare |
| TR-I-m-B-14210.01 (RAN: 153259.01.02)        | Așezare                                                                           | sat Măgura; comuna Măgura                       | „La Biserică” cartier Bran, în partea de NV satului, pe malul pârâului Clănița 44.04055°N 25.39917°E | Hallstatt, Cultura Basarabi                                | Încarcă foto \| video                                                                 | Raportează eroare |
| TR-I-m-B-14210.02 (RAN: 153259.01.01)        | Așezare de tip tell                                                               | sat Măgura; comuna Măgura                       | „La Biserică” cartier Bran, în partea de NV satului, pe malul pârâului Clănița 44.04055°N 25.39917°E | Eneolitic, Cultura Gumelnița                               | Încarcă foto \| video                                                                 | Raportează eroare |
| TR-I-m-B-14210.03 (RAN: 153259.01.03)        | Așezare                                                                           | sat Măgura; comuna Măgura                       | „La Biserică” cartier Bran, în partea de NV satului, pe malul pârâului Clănița 44.04055°N 25.39917°E | Bronz timpuriu, Cultura Glina                              | Încarcă foto \| video                                                                 | Raportează eroare |
| TR-I-s-B-14199 (RAN: 152877.01)              | Așezarea de tip tell de la Măguracu Liliac, punct „Măgura cu Liliac”              | sat Măgura cu Liliac; comuna Drăgănești de Vede | „Măgura cu Liliac”, în partea SE a satului, în lunca pârâului Burdea 44.13055°N 25.07333°E | Eneolitic, Cultura Gumelnița                               | Încarcă foto \| video                                                                 | Raportează eroare |
| TR-I-s-B-14183 (RAN: 151807.02)              | Așezarea de tip tell de la Nanov, punct „Măgura de la podul Nanovului”            | sat Nanov; comuna Nanov                         | „Măgura de la podul Nanovului”, pe partea dreaptă a șoselei Alexandria - Turnu Măgurele, în apropierea podului de la Izvorul Rece 43.95945°N 25.26722°E                                                                                              | Eneolitic, Cultura Gumelnița                               | Încarcă foto \| video                                                                 | Raportează eroare |
| TR-I-s-B-14211 (RAN: 153222.01)              | Așezarea de tip tell de la Nenciulești, punct „Măgura din sudul satului”          | sat Nenciulești; comuna Nenciulești             | „Măgura din sudul satului”, la E-SE de sat, pe malul stâng al râului Vedea 44.03028°N 25.2175°E | Eneolitic, Cultura Gumelnița                               | Încarcă foto \| video                                                                 | Raportează eroare |
| TR-I-s-B-14212 (RAN: 152831.01)              | Situl arheologic de la Odobeasca, punct „Măgura Mare” și „Măgura Morii”           | sat Odobeasca; comuna Drăcșenei, Săceni         | „Măgura Mare”, „Măgura Morii”, pe ambele maluri ale pârâului Burdea 44.1875°N 25.02972°E | Eneolitic, Cultura Gumelnița                               | Încarcă foto \| video                                                                 | Raportează eroare |
| TR-I-s-A-14213 (RAN: 153534.01)              | Situl arheologic de la Orbeasca de Sus, punct „La Cetate”                         | sat Orbeasca de Sus; comuna Orbeasca            | „La Cetate”, la NV de sat, pe malul drept al râului Teleorman |                                                            | Încarcă foto \| video                                                                 | Raportează eroare |
| TR-I-m-A-14213.01 (RAN: 153534.01.01)        | Așezare fortificată                                                               | sat Orbeasca de Sus; comuna Orbeasca            | „La Cetate”, la NV de sat, pe malul drept al râului Teleorman 44.16028°N 25.28583°E | sec. V - III a. Chr., Latène, geto-dacică                  | Încarcă foto \| video                                                                 | Raportează eroare |
| TR-I-m-A-14213.02 (RAN: 153534.01.02)        | Așezare fortificată                                                               | sat Orbeasca de Sus; comuna Orbeasca            | „La Cetate”, la NV de sat, pe malul drept al râului Teleorman 44.16028°N 25.28583°E | Epoca bronzului timpuriu, Cultura Glina                    | Încarcă foto \| video                                                                 | Raportează eroare |
| TR-I-s-B-14226 (RAN: 154763.03)              | Așezarea de tip tell de la Perii Broșteni                                         | sat Perii Broșteni; comuna Olteni               | În sat, la V de DJ 504 | Eneolitic, Cultura Gumelnița                               | Încarcă foto \| video                                                                 | Raportează eroare |
| TR-I-s-B-14214 (RAN: 153598.01)              | Așezarea de la Pietroșani, punct „Reca Mare”                                      | sat Pietroșani; comuna Pietroșani               | „Reca Mare”, la SV de sat, pe malul drept al râului Vedea 43.72167°N 25.61806°E | sec. I a. Chr. - sec. II p. Chr., Latène, geto-dacică      | Încarcă foto \| video                                                                 | Raportează eroare |
| TR-I-s-B-14215 (RAN: 153598.02)              | Situl arheologic de la Pietroșani, punct „Locul Popilor”                          | sat Pietroșani; comuna Pietroșani               | „Locul popilor” la S de sat, pe malul drept al râului Vedea |                                                            | Încarcă foto \| video                                                                 | Raportează eroare |
| TR-I-m-B-14215.01 (RAN: 153598.02.02)        | Așezare                                                                           | sat Pietroșani; comuna Pietroșani               | „Locul popilor” la S de sat, pe malul drept al râului Vedea 43.7°N 25.61333°E | sec. II - IX, Epoca romană                                 | Încarcă foto \| video                                                                 | Raportează eroare |
| TR-I-m-B-14215.02 (RAN: 153598.02.01)        | Așezare                                                                           | sat Pietroșani; comuna Pietroșani               | „Locul popilor” la S de sat, pe malul drept al râului Vedea 43.7°N 25.61333°E | Epoca Fierului, Cultura Babadag                            | Încarcă foto \| video                                                                 | Raportează eroare |
| TR-I-s-B-14216 (RAN: 153179.01)              | Așezarea fortificată de la Pleașov, punct „La Cetate”                             | sat Pleașov; comuna Saelele                     | „La Cetate” sau „Gurghuiul Neamțului” la N de sat, pe terasa pârâului Sâi 43.85361°N 24.75306°E | sec. IV - I a. Chr., Latène, geto-dacică                   | Încarcă foto \| video                                                                 | Raportează eroare |
| TR-I-s-B-14217 (RAN: 153614.01)              | Așezarea de tip tell de la Plosca, punct „La Moară”                               | sat Plosca; comuna Plosca                       | „La Moară”, la E de sat, la SE de moara comunală 44.0275°N 25.15778°E | Eneolitic, Cultura Gumelnița                               | Încarcă foto \| video                                                                 | Raportează eroare |
| TR-I-s-A-14219 (RAN: 153838.01)              | Fortificația de pământ de la Putineiu, punct „La cetate”                          | sat Putineiu; comuna Putineiu                   | „La Cetate”, la S de sat, pe terasa înaltă a râului Călmățui 43.9°N 24.96666°E | sec. II - III p. Chr., Epoca romană                        | Încarcă foto \| video                                                                 | Raportează eroare |
| TR-I-s-A-14221 (RAN: 151889.03)              | Fortificația de pământ de la Roșiorii de Vede, punct „Urluiu”                     | municipiul Roșiorii de Vede                     | „Urluiu” sau „Vadul Pescarului”, la SV de oraș, pe malul drept al pârâului Urlui 44.1°N 24.98333°E | sec. II - III p. Chr., Epoca romană                        | Încarcă foto \| video                                                                 | Raportează eroare |
| TR-I-s-B-14222 (RAN: 151889.02)              | Fortificația de pământ de la Roșiorii de Vede, punct „Cetatea Cazacilor”          | municipiul Roșiorii de Vede; comuna Troianul    | „Cetatea Cazacilor”, la 2 km S de oraș, pe terasa V a râului Vedea 44.07639°N 25.00306°E | înc. sec. XIX                                              | Încarcă foto \| video                                                                 | Raportează eroare |
| TR-I-s-B-14223 (RAN: 152118.01)              | Așezarea de tip tell de la Sericu, punct „Măgura lui Pantelimon”                  | sat Sericu; comuna Blejești                     | „Măgura lui Pantelimon”, la NE de sat, pe malul drept al pârâului Glavacioc 44.30889°N 25.41889°E | Eneolitic, Cultura Gumelnița                               | Încarcă foto \| video                                                                 | Raportează eroare |
| TR-I-s-B-14224 (RAN: 154656.01)              | Situl arheologic de la Slăvești, punct „Măgura din Valea Măgurii”                 | sat Slăvești; comuna Tătărăștii de Jos          | „Măgura din Valea Măgurii”, la NE de sat, la liziera pădurii |                                                            | Încarcă foto \| video                                                                 | Raportează eroare |
| TR-I-m-B-14224.01 (RAN: 154656.01.01)        | Așezare                                                                           | sat Slăvești; comuna Tătărăștii de Jos          | „Măgura din Valea Măgurii”, la NE de sat, la liziera pădurii | Eneolitic, Cultura Gumelnița                               | Încarcă foto \| video                                                                 | Raportează eroare |
| TR-I-m-B-14224.02 (RAN: 154656.01.03)        | Tell                                                                              | sat Slăvești; comuna Tătărăștii de Jos          | „Măgura din Valea Măgurii”, la NE de sat, la liziera pădurii | Bronz timpuriu, Cultura Glina                              | Încarcă foto \| video                                                                 | Raportează eroare |
| TR-I-s-B-14225 (RAN: 152029.01)              | Așezarea de tip tell de la Tecuci, punct „La Măgură”                              | sat Tecuci; comuna Balaci                       | „La Măgură”, la cca. 1 km NV de sat 44.31389°N 24.87333°E | Eneolitic, Cultura Gumelnița                               | Încarcă foto \| video                                                                 | Raportează eroare |
| TR-I-s-B-14218 (RAN: 151727.01)              | Situl arheologic de la Traian, punct „La Culă”                                    | sat Traian; comuna Traian                       | „La Culă”, la S de sat și la E de satul Poiana, pe malul Dunării |                                                            | Încarcă foto \| video                                                                 | Raportează eroare |
| TR-I-m-B-14218.01 (RAN: 151727.01.02)        | Așezare                                                                           | sat Traian; comuna Traian                       | „La Culă”, la S de sat și la E de satul Poiana, pe malul Dunării 43.73639°N 24.98583°E | sec. XIV, Epoca medievală                                  | Încarcă foto \| video                                                                 | Raportează eroare |
| TR-I-m-B-14218.02 (RAN: 151727.01.01)        | Castru                                                                            | sat Traian; comuna Traian                       | „La Culă”, la S de sat și la E de satul Poiana, pe malul Dunării 43.73638°N 24.98583°E | Epoca romană, sec. II - III p. Chr.                        | Încarcă foto \| video                                                                 | Raportează eroare |
| TR-I-s-B-14227 (RAN: 154763.04)              | Situl arheologic de la Trivalea - Moșteni, punct „Blidaru”                        | sat Trivalea-Moșteni; comuna Trivalea-Moșteni   | „Blidaru” („La Măgură”), la marginea de V a satului, pe malul stâng al râului Teleorman |                                                            | Încarcă foto \| video                                                                 | Raportează eroare |
| TR-I-m-B-14227.01 (RAN: 154763.04.01)        | Așezare                                                                           | sat Trivalea-Moșteni; comuna Trivalea-Moșteni   | „Blidaru” („La Măgură”), la marginea de V a satului, pe malul stâng al râului Teleorman | Bronz timpuriu, Cultura Glina                              | Încarcă foto \| video                                                                 | Raportează eroare |
| TR-I-m-B-14227.02 (RAN: 154763.04.02)        | Așezare de tip Tell                                                               | sat Trivalea-Moșteni; comuna Trivalea-Moșteni   | „Blidaru” („La Măgură”), la marginea de V a satului, pe malul stâng al râului Teleorman | Eneolitic, Cultura Gumelnița                               | Încarcă foto \| video                                                                 | Raportează eroare |
| TR-I-s-B-14228 (RAN: 154763.02)              | Așezarea fortificată de la Trivalea Moșteni, punct „La Palancă”                   | sat Trivalea-Moșteni; comuna Trivalea-Moșteni   | „La Palancă”, la V de sat, pe malul drept al pârâului Teleormănel 44.25778°N 25.21917°E | Latène, geto-dacică, sec. IV - III a. Chr.                 | Încarcă foto \| video                                                                 | Raportează eroare |
| TR-I-s-A-14229 (RAN: 151692.01)              | Situl arheologic de la Turnu Măgurele, punct „Turnu”                              | municipiul Turnu Măgurele                       | „Turnu”, la 3 km SV de oraș, în apropierea Dunării 43.71944°N 24.8625°E | sec. XIV-XIX, Epoca medievală                              | Alte imagini                                                                          | Raportează eroare |
| TR-I-s-A-20212 (RAN: 154843.01)              | Așezarea de tip tell de la Țigănești, punct „Gorgan”                              | sat Țigănești; comuna Țigănești                 | „Gorgan”, pe malul stâng al râului Vedea, în partea de NE a satului 43.91833°N 25.37806°E | Eneolitic, Cultura Gumelnița                               | Încarcă foto \| video                                                                 | Raportează eroare |
| TR-I-s-A-14230 (RAN: 153785.01)              | Așezarea de tip tell de la Vitănești, punct „Măgurice”                            | sat Vitănești; comuna Vitănești                 | „Măgurice”, în partea de V a satului, în fostul cătun Găvănești, pe malul stâng al Teleormanului 43.99827°N 25.42521°E | Eneolitic, Cultura Gumelnița                               | Încarcă foto \| video                                                                 | Raportează eroare |
| TR-I-s-A-14231 (RAN: 153785.02)              | Mormintele tumulare de la Vitănești, punct „Măgura lui Pisică”                    | sat Vitănești; comuna Vitănești                 | „Măgura lui Pisică”, în partea de NE a satului, în fostul SMA | sec. III - XI p. Chr., Eneolitic târziu                    | Încarcă foto \| video                                                                 | Raportează eroare |
| TR-I-s-B-14232 (RAN: 154987.01)              | Așezarea de tip tell de la Zâmbreasca, punct „La Măgură”                          | sat Zâmbreasca; comuna Zâmbreasca               | „La Măgură”, la NV de sat, pe malul stâng al pârâului Zâmbreasca, în vâlceaua Grama 44.31°N 24.98111°E | Eneolitic, Cultura Gumelnița                               | Încarcă foto \| video                                                                 | Raportează eroare |
| TR-I-s-A-14233 (RAN: 151987.02)              | Situl arheologic de la Zimnicea, punct „Cetate”                                   | oraș Zimnicea                                   | „Cetate”, în partea de V a orașului pe terasa înaltă a Dunării 43.6575°N 25.34111°E |                                                            | Încarcă foto \| video                                                                 | Raportează eroare |
| TR-I-m-A-14233.01 (RAN: 151987.02.06)        | Așezare                                                                           | oraș Zimnicea                                   | „Cetate”, în partea de V a orașului pe terasa înaltă a Dunării 43.6575°N 25.34111°E | Epoca medievală                                            | Încarcă foto \| video                                                                 | Raportează eroare |
| TR-I-m-A-14233.02 (RAN: 151987.02.04)        | Așezare                                                                           | oraș Zimnicea                                   | „Cetate” în partea de V a orașului pe terasa înaltă a Dunării Latène, geto-dacică 43.6575°N 25.34111°E | sec. IV-II a. Chr.,                                        | Încarcă foto \| video                                                                 | Raportează eroare |
| TR-I-s-A-14234 (RAN: 151987.01)              | Situl arheologic de la Zimnicea, punct „Câmpul Morților”                          | oraș Zimnicea                                   | „Câmpul Morților”, în partea de V aorașului, pe terasa Dunării, la E și N față de „Cetate” |                                                            | Încarcă foto \| video                                                                 | Raportează eroare |
| TR-I-m-A-14234.01 (RAN: 151987.01.04)        | Necropolă                                                                         | oraș Zimnicea                                   | „Câmpul Morților”, în partea de V a orașului, pe terasa Dunării, la E și N față de „Cetate” 43.66028°N 25.34222°E | sec. XIV, Epoca medievală                                  | Încarcă foto \| video                                                                 | Raportează eroare |
| TR-I-m-A-14234.02 (RAN: 151987.01.03)        | Necropolă                                                                         | oraș Zimnicea                                   | „Câmpul Morților”, în partea de V aorașului, pe terasa Dunării, la E și N față de „Cetate” 43.66028°N 25.34222°E | sec. IV-II a. Chr., Epoca geto-dacică                      | Încarcă foto \| video                                                                 | Raportează eroare |
| TR-I-m-A-14234.03 (RAN: 151987.01.05)        | Necropolă                                                                         | oraș Zimnicea                                   | „Câmpul Morților”, în partea de V a orașului, pe terasa Dunării, la E și N față de „Cetate” 43.66028°N 25.34222°E | Hallstatt                                                  | Încarcă foto \| video                                                                 | Raportează eroare |
| TR-I-m-A-14234.04 (RAN: 151987.01.02)        | Necropolă                                                                         | oraș Zimnicea                                   | „Câmpul Morților”, în partea de V aorașului, pe terasa Dunării, la E și N față de „Cetate” 43.66028°N 25.34222°E | Epoca bronzului târziu                                     | Încarcă foto \| video                                                                 | Raportează eroare |
| TR-I-m-A-14234.05 (RAN: 151987.01.01)        | Necropolă                                                                         | oraș Zimnicea                                   | „Câmpul Morților”, în partea de V aorașului, pe terasa Dunării, la E și N față de „Cetate” 43.66028°N 25.34222°E | Epoca bronzului timpuriu                                   | Încarcă foto \| video                                                                 | Raportează eroare |
| TR-II-a-B-14236                              | Ansamblu urban „Str. Libertății”                                                  | municipiul Alexandria                           | Str. Libertății, ambele fronturi, între str. 1 Decembrie și str. Ion Creangă, pâna la limita posterioară a loturilor 43.97369°N 25.32493°E |                                                            |                                                                                       | Raportează eroare |
| TR-II-a-B-14235                              | Ansamblul urban „Str. Constantin Brâncoveanu”                                     | municipiul Alexandria                           | Str. Brâncoveanu Constantin, ambele fronturi, între str. Carpați și str. Cuza Vodă, pâna la limita posterioară a loturilor |                                                            | Încarcă foto \| video                                                                 | Raportează eroare |
| TR-II-m-B-14246                              | Casa Dumitru, azi Grădinița nr. 11                                                | municipiul Alexandria                           | Str. Brâncoveanu Constantin 58 | 1920                                                       | Încarcă foto \| video                                                                 | Raportează eroare |
| TR-II-m-B-14247                              | Casa Anghel Capră                                                                 | municipiul Alexandria                           | Str. Brâncoveanu Constantin 71 | 1922                                                       | Încarcă foto \| video                                                                 | Raportează eroare |
| TR-II-m-B-14248                              | Casa Petru Iliescu                                                                | municipiul Alexandria                           | Str. Brâncoveanu Constantin 73 | sf. sec. XIX                                               | Încarcă foto \| video                                                                 | Raportează eroare |
| TR-II-a-B-14238                              | Ansamblul conacului Victor Antonescu                                              | municipiul Alexandria                           | Șos. București - Alexandria, în incinta S.C. INTERVITT S.R.L 44.00435°N 25.39636°E | înc. sec. XX                                               | Încarcă foto \| video                                                                 | Raportează eroare |
| TR-II-m-B-14238.01                           | Capelă                                                                            | municipiul Alexandria                           | Șos. București - Alexandria km. 7, în incinta S.C. INTERVITT S.R.L | înc. sec. XX                                               | Încarcă foto \| video                                                                 | Raportează eroare |
| TR-II-m-B-14238.02                           | Foișor                                                                            | municipiul Alexandria                           | Șos. București - Alexandria km. 7, în incinta S.C. INTERVITT S.R.L | înc. sec. XX                                               | Încarcă foto \| video                                                                 | Raportează eroare |
| TR-II-a-B-14237                              | Ansamblul urban „Str. Avocat Alexandru Colfescu”                                  | municipiul Alexandria                           | Str. Colfescu Alexandru, avocat ambele fronturi între str. Negru Vodă și Gară, pâna la limita posterioară a loturilor |                                                            | Încarcă foto \| video                                                                 | Raportează eroare |
| TR-II-m-B-14240                              | Casa Marin Stoica                                                                 | municipiul Alexandria                           | Str. Colfescu Alexandru, avocat 5 | 1914                                                       | Încarcă foto \| video                                                                 | Raportează eroare |
| TR-II-m-B-14241                              | Casa Cătălin Borțun                                                               | municipiul Alexandria                           | Str. Colfescu Alexandru, avocat 9 | 1889                                                       | Încarcă foto \| video                                                                 | Raportează eroare |
| TR-II-m-B-14242                              | Casa Țole                                                                         | municipiul Alexandria                           | Str. Colfescu Alexandru, avocat 11 | 1893                                                       | Încarcă foto \| video                                                                 | Raportează eroare |
| TR-II-m-B-14243                              | Casa Zarzară, azi Palatul copiilor                                                | municipiul Alexandria                           | Str. Colfescu Alexandru, avocat 18-20 | 1932                                                       |                                                                                       | Raportează eroare |
| TR-II-m-B-14244                              | Casa Ulmeanu                                                                      | municipiul Alexandria                           | Str. Colfescu Alexandru, avocat 41 | înc. sec. XX                                               | Încarcă foto \| video                                                                 | Raportează eroare |
| TR-II-m-B-14245                              | Casa Mocanu                                                                       | municipiul Alexandria                           | Str. Colfescu Alexandru, avocat 53 | înc. sec. XX                                               | Încarcă foto \| video                                                                 | Raportează eroare |
| TR-II-m-B-14249                              | Casa Evsevie Crocos                                                               | municipiul Alexandria                           | Str. Cuza Vodă 37 | înc. sec. XX                                               | Încarcă foto \| video                                                                 | Raportează eroare |
| TR-II-m-B-14264                              | Casa Maria Ardeiaș                                                                | municipiul Alexandria                           | Str. Doja Gheorghe 32 | înc. sec. XX                                               | Încarcă foto \| video                                                                 | Raportează eroare |
| TR-II-m-B-14250                              | Casa Dr. Banu, azi Grădinița nr. 10                                               | municipiul Alexandria                           | Str. Dunării 131 | înc. sec. XX                                               | Încarcă foto \| video                                                                 | Raportează eroare |
| TR-II-m-B-14251                              | Casa Nae Constantinescu, azi Casa Căsătoriilor                                    | municipiul Alexandria                           | Str. Dunării 139 43.97164°N 25.32711°E | înc. sec. XX                                               | Încarcă foto \| video                                                                 | Raportează eroare |
| TR-II-m-B-14252                              | Casa Marin Vasilescu, azi sediul ASIBAN S. A.                                     | municipiul Alexandria                           | Str. Dunării 190 | înc. sec. XX                                               |                                                                                       | Raportează eroare |
| TR-II-m-B-14253                              | Casa Tetoianu, azi Grădinița nr. 3                                                | municipiul Alexandria                           | Str. Filipescu Mihăiță 15 43.97065°N 25.33558°E | înc. sec. XX                                               |                                                                                       | Raportează eroare |
| TR-II-m-B-14254                              | Casa Gina Marinescu                                                               | municipiul Alexandria                           | Str. Filipescu Mihăiță 17 43.97072°N 25.33566°E | 1912                                                       |                                                                                       | Raportează eroare |
| TR-II-m-A-14255                              | Catedrala Episcopală „Sf. Alexandru”                                              | municipiul Alexandria                           | Str. Independenței 7-9 43.96782°N 25.33024°E | 1869-1898                                                  | Alte imagini                                                                          | Raportează eroare |
| TR-II-m-B-14256                              | Casa Teodor Marinescu                                                             | municipiul Alexandria                           | Str. Independenței 20 | mijl. sec. XIX                                             | Încarcă foto \| video                                                                 | Raportează eroare |
| TR-II-m-B-14257                              | Casa Dumitru Manicatide                                                           | municipiul Alexandria                           | Str. Kogălniceanu Mihail 59 | 1901                                                       | Încarcă foto \| video                                                                 | Raportează eroare |
| TR-II-m-B-14259                              | Hala Veche                                                                        | municipiul Alexandria                           | Str. Libertății | înc. sec. XX                                               | Încarcă foto \| video                                                                 | Raportează eroare |
| TR-II-m-B-14260                              | Casa Marin Năbărogu                                                               | municipiul Alexandria                           | Str. Libertății 57 43.97614°N 25.32082°E | 1890                                                       |                                                                                       | Raportează eroare |
| TR-II-m-B-14261                              | Liceul Agricol                                                                    | municipiul Alexandria                           | Str. Libertății 64 | 1923                                                       |                                                                                       | Raportează eroare |
| TR-II-m-B-14258                              | Biserica „Sf. Apostoli”                                                           | municipiul Alexandria                           | Str. Libertății 119 43.97223°N 25.327°E | 1846                                                       |                                                                                       | Raportează eroare |
| TR-II-m-B-14262                              | Școala veche, azi Școala nr. 5                                                    | municipiul Alexandria                           | Str. Libertății 168 43.97136°N 25.32839°E | 1895                                                       |                                                                                       | Raportează eroare |
| TR-II-m-B-14263                              | Casa Cristian Marinescu                                                           | municipiul Alexandria                           | Str. Libertății 180 | 1890                                                       | Încarcă foto \| video                                                                 | Raportează eroare |
| TR-II-m-B-14239                              | Gara Alexandria                                                                   | municipiul Alexandria                           | Str. Mircea cel Bătrân 54 43.96429°N 25.32554°E | 1895                                                       | Alte imagini                                                                          | Raportează eroare |
| TR-II-m-B-14265                              | Podul metalic peste râul Vedea                                                    | municipiul Alexandria                           | Str. Vedea, peste râul Vedea | 1905                                                       |                                                                                       | Raportează eroare |
| TR-II-m-B-14266                              | Siloz (corp vechi)                                                                | municipiul Alexandria                           | Str. Viilor 1 | înc. sec. XX                                               | Încarcă foto \| video                                                                 | Raportează eroare |
| TR-II-m-A-14267                              | Biserica „Adormirea Maicii Domnului”                                              | sat Balaci; comuna Balaci                       | În centrul localității 44.3425°N 24.9237°E | 1684                                                       |                                                                                       | Raportează eroare |
| TR-II-m-A-14268 (RAN: 152001.01)             | Ruinele curții lui Constantin Aga Bălăceanu                                       | sat Balaci; comuna Balaci                       | În centrul localității 44.34278°N 24.925°E | sec. XVII                                                  | Încarcă foto \| video                                                                 | Raportează eroare |
| TR-II-m-B-14269                              | Conacul Făgărășeanu                                                               | sat Balaci; comuna Balaci                       | La intersecția șoselei principale cu ulița ce duce la stadion 44.33948°N 24.91998°E | 1900                                                       | Încarcă foto \| video                                                                 | Raportează eroare |
| TR-II-m-B-14270                              | Casa Iulian Stana                                                                 | sat Balaci; comuna Balaci                       | În centrul localității | sf. sec. XIX                                               | Încarcă foto \| video                                                                 | Raportează eroare |
| TR-II-m-B-14271                              | Casa Ionicel Elena                                                                | sat Balaci; comuna Balaci                       | În centrul localității, pe colț, lângă casa Militaru | 1900                                                       | Încarcă foto \| video                                                                 | Raportează eroare |
| TR-II-m-B-14272                              | Casa Teodor Militaru                                                              | sat Balaci; comuna Balaci                       | Str. Argeșului 1, în centrul localității, lângă biserică | 1900                                                       | Încarcă foto \| video                                                                 | Raportează eroare |
| TR-II-a-B-14273                              | Ansamblul rural „Str. Principală”                                                 | sat Balaci; comuna Balaci                       | Str. Argeșului (sector al DN65A Roșiorii de Vede–Pitești), de la intersecția cu DJ Tecuci - Siliștea-Gumești (inclusiv cele patru imobile din intersecție) până la ruinele Curții Bălăceanu, ambele fronturi, până la limita posterioară a loturilor |                                                            | Încarcă foto \| video                                                                 | Raportează eroare |
| TR-II-m-B-20213                              | Poșta                                                                             | sat Balaci; comuna Balaci                       | În centrul satului, la intersecția DN65A cu DJ Tecuci-Siliștea | 1900                                                       | Încarcă foto \| video                                                                 | Raportează eroare |
| TR-II-m-A-14274                              | Ruinele bisericii fostei mănăstiri Baldovinești                                   | sat Baldovinești; comuna Ciolănești             | La marginea de N a satului Ciolăneștii din Deal și la V de satul Baldovinești, T22, p1 | sec. XVII                                                  | Încarcă foto \| video                                                                 | Raportează eroare |
| TR-II-m-B-14275                              | Conacul George Angelescu, azi Primărie                                            | sat Băbăița; comuna Băbăița                     | În centrul localității 44.16263°N 25.38265°E | 1900                                                       | Încarcă foto \| video                                                                 | Raportează eroare |
| TR-II-m-B-14276                              | Casa Gheorghe Urziceanu                                                           | sat Băduleasa; comuna Putineiu                  | Str. Principală 74, în centrul localității | 1920                                                       | Încarcă foto \| video                                                                 | Raportează eroare |
| TR-II-m-B-14278                              | Conacul Lucian Bildirescu                                                         | sat Băneasa; comuna Salcia                      | Str. Preventoriu, 3, lângă moară, în centrul localității 43.94098°N 24.95333°E | 1850                                                       | Încarcă foto \| video                                                                 | Raportează eroare |
| TR-II-m-B-14279                              | Moara                                                                             | sat Băneasa; comuna Salcia                      | Str. Preventoriu, 9, lângă conacul Bildirescu | sf. sec. XIX                                               | Încarcă foto \| video                                                                 | Raportează eroare |
| TR-II-m-B-14280                              | Școala veche                                                                      | sat Băneasa; comuna Salcia                      | Str. Principală, încentrul satului | 1900                                                       | Încarcă foto \| video                                                                 | Raportează eroare |
| TR-II-m-B-14281                              | Casa Florea Gh. Bundea                                                            | sat Băneasa; comuna Salcia                      | Str. Bundea Florea Gh., 1, în partea de N a satului | 1920                                                       | Încarcă foto \| video                                                                 | Raportează eroare |
| TR-II-a-B-14282 (fost TR-II-s-B-14282)       | Ansamblul rural „Str. Principală”                                                 | sat Băneasa; comuna Salcia                      | Str. Principală, între imobilele clasate „Casa Andrei Florin Ionescu” și „Casa Nicolescu” inclusiv ambele fronturi, până la limita posterioară a loturilor                                                                                           |                                                            | Încarcă foto \| video                                                                 | Raportează eroare |
| TR-II-m-B-14283                              | Casa cu prăvălie Andrei Florin Ionescu                                            | sat Băneasa; comuna Salcia                      | Str. Maranu, peste drum de școală | 1900                                                       | Încarcă foto \| video                                                                 | Raportează eroare |
| TR-II-m-B-14284                              | Casa Stanca Ciulacu, azi Marius Cârjan                                            | sat Băneasa; comuna Salcia                      | Str. Principală, 116, în centrul satului | 1900                                                       | Încarcă foto \| video                                                                 | Raportează eroare |
| TR-II-m-B-14285                              | Casa Costică Nicolescu                                                            | sat Băneasa; comuna Salcia                      | Str. Principală, 107, în centrul satului | 1904                                                       |                                                                                       | Raportează eroare |
| TR-II-m-B-14286                              | Casa Maria Guinea                                                                 | sat Băneasa; comuna Salcia                      | Str. Principală, încentrul satului | sf. sec. XIX                                               | Încarcă foto \| video                                                                 | Raportează eroare |
| TR-II-m-A-14288                              | Conacul Noica                                                                     | sat Beiu; comuna Ștorobăneasa                   | Str. Racotă Vasile 2 43.86191°N 25.44744°E | sf. sec. XIX                                               | Încarcă foto \| video                                                                 | Raportează eroare |
| TR-II-m-B-14290                              | Școala veche                                                                      | sat Blejești; comuna Blejești                   | Str. Pitești 323, în centrul localității | sf. sec. XIX                                               | Încarcă foto \| video                                                                 | Raportează eroare |
| TR-II-m-B-14291                              | Conacul Voinea, cu anexe                                                          | sat Blejești; comuna Blejești                   | Str. Pitești 319, lângă școală 44.29119°N 25.4761°E | 1890                                                       |                                                                                       | Raportează eroare |
| TR-II-m-B-14289                              | Casa Necula Rada                                                                  | sat Blejești; comuna Blejești                   | Str. Pitești 538, în centrul localității | 1910                                                       | Încarcă foto \| video                                                                 | Raportează eroare |
| TR-II-m-B-14293                              | Casa Ion Rădoi                                                                    | sat Bogdana; comuna Bogdana                     | Str. Eleșteului 8, în partea de E a satului | mijl. sec. XIX                                             | Încarcă foto \| video                                                                 | Raportează eroare |
| TR-II-m-B-14292                              | Casa Dumitru Vlad                                                                 | sat Bogdana; comuna Bogdana                     | Str. Roșiorii de Vede 138, peste drum de școală | 1900                                                       | Încarcă foto \| video                                                                 | Raportează eroare |
| TR-II-m-B-14295                              | Primăria veche                                                                    | sat Bragadiru; comuna Bragadiru                 | Str. Dunării 87 | 1900                                                       | Încarcă foto \| video                                                                 | Raportează eroare |
| TR-II-m-B-14296                              | Casa Maria Filip                                                                  | sat Bragadiru; comuna Bragadiru                 | Str. Dunării 119 | 1900                                                       | Încarcă foto \| video                                                                 | Raportează eroare |
| TR-II-m-B-14297                              | Casa Ion Nistorescu                                                               | sat Bragadiru; comuna Bragadiru                 | Str. Dunării 140 | sf. sec. XIX                                               | Încarcă foto \| video                                                                 | Raportează eroare |
| TR-II-m-B-14301                              | Biserica de lemn „Sf. Nicolae”                                                    | sat Brătășani; comuna Trivalea-Moșteni          | Str. Brătășani 344, cartier Țuguieți 44.22664°N 25.2581°E | 1825-1835                                                  | Încarcă foto \| video                                                                 | Raportează eroare |
| TR-II-m-A-14300                              | Biserica „Sf. Apostol și Evanghelist Luca”                                        | sat Brânceni; comuna Brânceni                   | Str. Principală 119, în centrul localității | 1850                                                       | Încarcă foto \| video                                                                 | Raportează eroare |
| TR-II-m-B-14302                              | Casa Ion Popa                                                                     | sat Broșteanca; comuna Bogdana                  | Str. Roșiorii de Vede 44, la ieșirea din sat, spre Urluiu | 1910                                                       | Încarcă foto \| video                                                                 | Raportează eroare |
| TR-II-m-B-14303                              | Casa Constantin Cutieru                                                           | sat Broșteanca; comuna Bogdana                  | Str. Roșiorii de Vede 36 | 1920                                                       | Încarcă foto \| video                                                                 | Raportează eroare |
| TR-II-m-A-14304                              | Biserica de lemn „Cuvioasa Paraschiva”                                            | sat Bujoreni; comuna Bujoreni                   | Str. Bisericii 32, în cimitirul vechi, lângă biserica nouă | 1711                                                       | Alte imagini                                                                          | Raportează eroare |
| TR-II-m-A-14305                              | Biserica „Nașterea Maicii Domnului”, „Sf. Ioan Botezătorul”                       | sat Butculești; comuna Săceni                   | Str. Butculescu Marin 64, în cimitirul vechi | 1843                                                       | Încarcă foto \| video                                                                 | Raportează eroare |
| TR-II-m-B-14306                              | Școala veche                                                                      | sat Butculești; comuna Săceni                   | Str. Butculescu Marin 109, în centrul localității | sec. XIX                                                   | Încarcă foto \| video                                                                 | Raportează eroare |
| TR-II-m-A-14307                              | Biserica de lemn „Sf. Dumitru”                                                    | sat Butești; comuna Siliștea                    | Bisericii 30, în cimitirul vechi | 1797                                                       | Alte imagini                                                                          | Raportează eroare |
| TR-II-m-A-14308                              | Biserica „Sf. Arhangheli Mihail și Gavril”                                        | sat Buzescu; comuna Buzescu                     | Str. Buzescu Preda 57, în centrullocalității, pe șoseaua Alexandria-Roșiorii de Vede | 1860                                                       |                                                                                       | Raportează eroare |
| TR-II-m-B-14309                              | Ruinele școlii vechi                                                              | sat Buzescu; comuna Buzescu                     | Str. Obrenovici Mihail 72 | sf. sec. XIX                                               | Încarcă foto \| video                                                                 | Raportează eroare |
| TR-II-m-B-14310                              | Primăria                                                                          | sat Buzescu; comuna Buzescu                     | Str. Cuza Vodă 39 | sf. sec. XIX                                               | Încarcă foto \| video                                                                 | Raportează eroare |
| TR-II-m-B-20214                              | Halta C.F.R. Buzescu                                                              | sat Buzescu; comuna Buzescu                     | | sf. sec. XIX                                               | Încarcă foto \| video                                                                 | Raportează eroare |
| TR-II-m-B-14311                              | Conacul Gheorghe Niculescu, azi cabinet medical                                   | sat Caravaneți; comuna Călmățuiu                | În centrul localității 43.95525°N 24.87519°E | 1900                                                       | Încarcă foto \| video                                                                 | Raportează eroare |
| TR-II-m-B-14312                              | Casa de lemn Anghelina Nicu                                                       | sat Călinești; comuna Călinești                 | Str. Lacului, în partea de V a satului | 1900                                                       | Încarcă foto \| video                                                                 | Raportează eroare |
| TR-II-m-B-14313                              | Ruinele conacului Anișor Neagu                                                    | sat Călinești; comuna Călinești                 | Șos. Alexandriei, la intrarea în sat 44.08102°N 25.24621°E | sf. sec. XIX                                               | Încarcă foto \| video                                                                 | Raportează eroare |
| TR-II-m-B-14287                              | Biserica „Sf. Arhangheli Mihail și Gavril”                                        | sat Călmățuiu de Sus; comuna Călmățuiu de Sus   | Str. Principală 77, în fostul sat Băsești | 1835, ref. 1936                                            | Încarcă foto \| video                                                                 | Raportează eroare |
| TR-II-a-B-14314                              | Ansamblul bisericii „Adormirea Maicii Domnului”                                   | sat Cernetu; comuna Mârzănești                  | Str. Mărgăritarului, în centrul localității, pe DJ 506 | 1832                                                       | Încarcă foto \| video                                                                 | Raportează eroare |
| TR-II-m-B-14314.01                           | Biserică                                                                          | sat Cernetu; comuna Mârzănești                  | Str. Mărgăritarului, în centrul localității, pe DJ 506 | 1832                                                       | Încarcă foto \| video                                                                 | Raportează eroare |
| TR-II-m-B-14314.02                           | Turn clopotniță                                                                   | sat Cernetu; comuna Mârzănești                  | Str. Mărgăritarului, în centrul localității, pe DJ 506 | 1832                                                       | Încarcă foto \| video                                                                 | Raportează eroare |
| TR-II-m-B-14315                              | Ruinele bisericii „Sf. Nicolae”                                                   | sat Conțești; comuna Conțești                   | Str. Dobrescu Gheorghe, înv., la intrarea în localitate | 1802                                                       | Încarcă foto \| video                                                                 | Raportează eroare |
| TR-II-m-B-14316                              | Hanul Grecilor                                                                    | sat Cosmești; comuna Cosmești                   | Str. Dreptății, 71, lângă Primărie | sf. sec. XIX                                               | Încarcă foto \| video                                                                 | Raportează eroare |
| TR-II-m-A-14317                              | Biserica „Sf. Dumitru” a fostei mănăstiri Drăgănești                              | sat Coșoteni; comuna Vedea                      | Prelungirea str. Caisului, în valea râului Vedea 44.1194°N 25.0236°E | 1647                                                       |                                                                                       | Raportează eroare |
| TR-II-m-B-14318                              | Baia comunală, azi grădiniță                                                      | sat Crângeni; comuna Crângeni                   | Str. Principală 9, în centrul localității | 1912                                                       | Încarcă foto \| video                                                                 | Raportează eroare |
| TR-II-m-B-14319                              | Prăvălia Petre Ciobanu                                                            | sat Crângu; comuna Crângu                       | Str. Principală 347, în centrul localității | 1900                                                       | Încarcă foto \| video                                                                 | Raportează eroare |
| TR-II-m-B-14320                              | Casa Maria S. Burtan                                                              | sat Crângu; comuna Crângu                       | Str. Principală 28 | 1900                                                       | Încarcă foto \| video                                                                 | Raportează eroare |
| TR-II-m-B-14321                              | Biserica „Sf. Nicolae”                                                            | sat Crevenicu; comuna Crevenicu                 | La marginea de V a satului | 1849-1853, ref. 1949                                       | Încarcă foto \| video                                                                 | Raportează eroare |
| TR-II-m-B-14322                              | Biserica „Sf. Nicolae”                                                            | sat Deparați; comuna Trivalea-Moșteni           | Cătun Hârlești, în cimitir 44.29561°N 25.2037°E | 1839                                                       | Încarcă foto \| video                                                                 | Raportează eroare |
| TR-II-m-B-14323                              | Conacul Alexandru Deparățeanu                                                     | sat Deparați; comuna Trivalea-Moșteni           | Ferma Schela | mijl. sec. XIX                                             | Încarcă foto \| video                                                                 | Raportează eroare |
| TR-II-m-B-14325                              | Conacul Jean Vetra                                                                | sat Deparați; comuna Trivalea-Moșteni           | La 2 km de sat 44.26072°N 25.24239°E | mijl. sec. XIX                                             | Încarcă foto \| video                                                                 | Raportează eroare |
| TR-II-m-B-14326                              | Centrul de Sănătate „Regele Carol I”                                              | sat Deparați; comuna Trivalea-Moșteni           | În fostul sat Schela | 1900                                                       | Încarcă foto \| video                                                                 | Raportează eroare |
| TR-II-m-B-14324                              | Conacul Trandafirescu-Slăvescu                                                    | sat Deparați; comuna Trivalea-Moșteni           | Str. Principală, în centrul localității 44.26146°N 25.24159°E | 1860                                                       | Încarcă foto \| video                                                                 | Raportează eroare |
| TR-II-a-A-14327                              | Fostul schit Didești                                                              | sat Didești; comuna Didești                     | Str. Parohiei nr. 6 | sec. XVIII                                                 | Încarcă foto \| video                                                                 | Raportează eroare |
| TR-II-m-A-14327.01                           | Biserica „Adormirea Maicii Domnului”                                              | sat Didești; comuna Didești                     | Str. Parohiei nr. 6 | sec. XIX                                                   | Încarcă foto \| video                                                                 | Raportează eroare |
| TR-II-m-A-14327.02                           | Ruine beci casă egumenească                                                       | sat Didești; comuna Didești                     | Str. Parohiei nr. 6 | sec. XVIII                                                 | Încarcă foto \| video                                                                 | Raportează eroare |
| TR-II-m-A-14327.03                           | Fragmente zid de incintă                                                          | sat Didești; comuna Didești                     | Str. Parohiei nr. 6 | sec. XVIII                                                 | Încarcă foto \| video                                                                 | Raportează eroare |
| TR-II-m-A-14328                              | Biserica „Sf. Voievozi”                                                           | sat Dobrotești; comuna Dobrotești               | Str. Magnoliilor 46, în partea de V a satului, pe drumul spre Tecuci | 1753, ref. 1870                                            | Încarcă foto \| video                                                                 | Raportează eroare |
| TR-II-m-B-14329                              | Primăria                                                                          | sat Dobrotești; comuna Dobrotești               | Str. Primăriei 3, lângă Căminul Cultural și vis a vis de școală | 1935                                                       | Încarcă foto \| video                                                                 | Raportează eroare |
| TR-II-m-B-14330                              | Casa Anghel al Moștencei (Miu Anghel)                                             | sat Dobrotești; comuna Dobrotești               | Str. Șoseaua Mare 2, la intrarea în sat | înc. sec. XX                                               | Încarcă foto \| video                                                                 | Raportează eroare |
| TR-II-m-B-14331                              | Moară                                                                             | sat Dracea; comuna Dracea                       | Str. Principală 1, la intrarea în sat | 1930                                                       | Încarcă foto \| video                                                                 | Raportează eroare |
| TR-II-m-A-14332                              | Biserica de lemn „Cuvioasa Paraschiva”                                            | sat Drăcești; comuna Scurtu Mare                | Str. Primăverii 195, în centrul localității | 1859                                                       | Alte imagini                                                                          | Raportează eroare |
| TR-II-m-B-14333                              | Biserica „Sf. Nicolae”                                                            | sat Drăcșani; comuna Drăcșenei                  | Str. Calea Roșiori 58, în centrul localității | 1871                                                       | Încarcă foto \| video                                                                 | Raportează eroare |
| TR-II-m-B-14334                              | Casa Anton R. Popescu                                                             | sat Drăcșani; comuna Drăcșenei                  | Str. Popescu Anton R., înv. 6, în centrul localității | 1895                                                       | Încarcă foto \| video                                                                 | Raportează eroare |
| TR-II-m-B-14335                              | Primăria, azi Muzeul de etnografie                                                | sat Drăcșani; comuna Drăcșenei                  | Str. Calea Roșiori 60, lângă biserica „Sf. Nicolae” | sf. sec. XIX                                               | Încarcă foto \| video                                                                 | Raportează eroare |
| TR-II-m-B-14336                              | Școala „Eleonora și Ion Vlădoianu”, azi Școala Generală                           | sat Drăcșani; comuna Drăcșenei                  | Str. Calea Roșiori 55, vis-a-vis de biserica „Sf. Nicolae” | 1894                                                       | Încarcă foto \| video                                                                 | Raportează eroare |
| TR-II-m-B-14337                              | Biserica „Sf. Nicolae”                                                            | sat Drăgănești-Vlașca; comuna Drăgănești-Vlașca | Str. Sf. Nicolae 11, lângă fostul SMA 44.10426°N 25.61141°E | 1853                                                       | 150px\|link=commons:Category:Saint Nicholas church in Drăgănești-Vlașca\|Alte imagini | Raportează eroare |
| TR-II-a-A-14338 (RAN: 153678.01)             | Mănăstirea Plăviceni (Aluniș)                                                     | sat Dudu; comuna Plopii-Slăvitești              | La 12 km de localitatea Beciu, pe partea stângă a Oltului 43.97722°N 24.65833°E | 1648                                                       | Încarcă foto \| video                                                                 | Raportează eroare |
| TR-II-m-A-14338.01                           | Biserica „Sf. Arhangheli Mihail și Gavril”                                        | sat Dudu; comuna Plopii-Slăvitești              | La 12 km de localitatea Beciu, pe partea stângă a Oltului | 1648                                                       | Încarcă foto \| video                                                                 | Raportează eroare |
| TR-II-m-A-14338.02                           | Ruinele turnului clopotniță                                                       | sat Dudu; comuna Plopii-Slăvitești              | La 12 km de localitatea Beciu, pe partea stângă a Oltului | 1648                                                       | Încarcă foto \| video                                                                 | Raportează eroare |
| TR-II-m-A-14338.03                           | Ruinele zidului de incintă                                                        | sat Dudu; comuna Plopii-Slăvitești              | La 12 km de localitatea Beciu, pe partea stângă a Oltului | 1648                                                       | Încarcă foto \| video                                                                 | Raportează eroare |
| TR-II-m-B-14339                              | Biserica „Adormirea Maicii Domnului”                                              | sat Dudu; comuna Plopii-Slăvitești              | DJ 546, în centrul localității, lângă biserica nouă | 1837                                                       | Încarcă foto \| video                                                                 | Raportează eroare |
| TR-II-m-A-14340                              | Cula lui Costea                                                                   | sat Frăsinet; comuna Frăsinet                   | Str. Gării 72 bis, în centrul localității 44.17993°N 25.38751°E | înc. sec. XVIII, ref. sec. XIX - XX                        |                                                                                       | Raportează eroare |
| TR-II-m-B-14341                              | Biserica „Sf. Nicolae”                                                            | sat Frumoasa; comuna Frumoasa                   | Str. Principală, 191, în centrul localității | 1821                                                       | Încarcă foto \| video                                                                 | Raportează eroare |
| TR-II-m-B-14342                              | Conacul Marin Tecuceanu                                                           | sat Gălăteni; comuna Gălăteni                   | Pe DJ, între Gălăteni și Perii Broșteni 44.22727°N 25.35835°E | 1900                                                       | Încarcă foto \| video                                                                 | Raportează eroare |
| TR-II-m-B-14343                              | Biserica „Sf. Împărați Constantin și Elena”                                       | sat Gălăteni; comuna Gălăteni                   | În cătunul Sf. Gheorghe (Buzuleni) | 1898                                                       | Încarcă foto \| video                                                                 | Raportează eroare |
| TR-II-m-B-14344                              | Casa Marin Stanciu                                                                | sat Guruieni; comuna Măgura                     | Str. Centrală 25, lângă Oficiul Poștal | 1920                                                       | Încarcă foto \| video                                                                 | Raportează eroare |
| TR-II-m-B-14345                              | Biserica „Sf. Trei Ierarhi”                                                       | sat Islaz; comuna Islaz                         | Str. Popa Șapcă 362, în centrul localității | 1848 Gheorghe Tattarescu (pictor)                          |                                                                                       | Raportează eroare |
| TR-II-m-B-14346                              | Casa Toma Ghigeanu                                                                | sat Islaz; comuna Islaz                         | Str. Dunării 4, spre Dunăre, la marginea satului | sf. sec. XIX                                               | Încarcă foto \| video                                                                 | Raportează eroare |
| TR-II-m-B-14347                              | Casa Dumitru Găvănescu                                                            | sat Islaz; comuna Islaz                         | Str. Câmpul Regenerării 560, în partea de S a satului | mijl. sec. XIX                                             | Încarcă foto \| video                                                                 | Raportează eroare |
| TR-II-m-B-14348                              | Biserica „Sf. Nicolae”                                                            | sat Izvoarele; comuna Izvoarele                 | În centrul localității | 1834                                                       | Încarcă foto \| video                                                                 | Raportează eroare |
| TR-II-m-B-14349                              | Conacul Rainer                                                                    | sat Lăceni; comuna Orbeasca                     | Str. Șoseaua Alexandriei 169, lângă Școala Generală 44.0875°N 25.33246°E | 1900                                                       | Încarcă foto \| video                                                                 | Raportează eroare |
| TR-II-m-B-14350                              | Conacul Ioanid, azi Primăria                                                      | sat Lisa; comuna Lisa                           | Str. Sf. Gheorghe 37, în centrul satului 43.79157°N 25.1416°E | sf. sec. XIX-înc. sec. XX                                  | Încarcă foto \| video                                                                 | Raportează eroare |
| TR-II-m-B-14351                              | Casa Elena Manolescu                                                              | sat Lița; comuna Lița                           | Str. Morii 3 | 1900                                                       | Încarcă foto \| video                                                                 | Raportează eroare |
| TR-II-m-B-14352                              | Moara                                                                             | sat Lița; comuna Lița                           | Str. Morii 5 | 1900                                                       | Încarcă foto \| video                                                                 | Raportează eroare |
| TR-II-m-B-14353                              | Biserica „Sf. Mare Mucenic Gheorghe”                                              | sat Lița; comuna Lița                           | Str. Principală 178 | 1870                                                       | Încarcă foto \| video                                                                 | Raportează eroare |
| TR-II-m-B-14354                              | Școala veche                                                                      | sat Mavrodin; comuna Mavrodin                   | În centrul localității | înc. sec. XX                                               | Încarcă foto \| video                                                                 | Raportează eroare |
| TR-II-m-B-14355                              | Biserica „Schimbarea la Față”                                                     | sat Mavrodin; comuna Mavrodin                   | În centrul localității | 1835, 1856                                                 | Încarcă foto \| video                                                                 | Raportează eroare |
| TR-II-m-B-14356                              | Conacul Anghel Capră                                                              | sat Mavrodin; comuna Mavrodin                   | În curtea fostului I. A. S. 44.0387°N 25.23984°E | 1890                                                       | Încarcă foto \| video                                                                 | Raportează eroare |
| TR-II-m-B-14357                              | Primăria                                                                          | sat Mavrodin; comuna Mavrodin                   | Str. Principală, vis-a-vis de biserică | 1910                                                       | Încarcă foto \| video                                                                 | Raportează eroare |
| TR-II-m-B-14358                              | Casa Petre Geantă                                                                 | sat Măgura; comuna Măgura                       | Str. Eternității 56, în centrul satului, lângă Căminul Cultural | 1900                                                       | Încarcă foto \| video                                                                 | Raportează eroare |
| TR-II-m-B-14359                              | Primăria                                                                          | sat Măgura; comuna Măgura                       | Str. Principală 117, în centrul satului | 1934                                                       | Încarcă foto \| video                                                                 | Raportează eroare |
| TR-II-m-B-14360                              | Biserica „Sf. Nicolae”                                                            | sat Merenii de Jos; comuna Mereni               | Str. București 384 | 1882 - 1883                                                | Încarcă foto \| video                                                                 | Raportează eroare |
| TR-II-m-A-14361                              | Biserica de lemn „Sf. Nicolae”                                                    | sat Merișani; comuna Băbăița                    | La ieșirea din sat spre Băbăița | 1808                                                       | Alte imagini                                                                          | Raportează eroare |
| TR-II-m-A-14362                              | Biserica „Sf. Nicolae”                                                            | sat Moldoveni; comuna Islaz                     | Str. Șoseaua Islazului 87, în centrul localității, pe șosea, lângă biserica nouă | 1830 - 1837                                                | Încarcă foto \| video                                                                 | Raportează eroare |
| TR-II-m-B-14363                              | Biserica „Adormirea Maicii Domnului”, „Sf. Nicolae”                               | sat Moșteni; comuna Furculești                  | 225 | 1897 - 1901                                                | Încarcă foto \| video                                                                 | Raportează eroare |
| TR-II-m-B-14364                              | Școala veche                                                                      | sat Nanov; comuna Nanov                         | Str. Dunării 269, în centrul localității | înc. sec. XX                                               | Încarcă foto \| video                                                                 | Raportează eroare |
| TR-II-m-B-14365                              | Dispensar                                                                         | sat Nanov; comuna Nanov                         | Str. Dunării 263 B | înc. sec. XX                                               | Încarcă foto \| video                                                                 | Raportează eroare |
| TR-II-m-B-14367                              | Școala veche                                                                      | sat Olteni; comuna Olteni                       | Str. Alexandriei 33 | 1909                                                       | Încarcă foto \| video                                                                 | Raportează eroare |
| TR-II-m-B-14368                              | Casa Alexandru Dragnea                                                            | sat Olteni; comuna Olteni                       | Str. Noica Constantin 7 | 1920                                                       | Încarcă foto \| video                                                                 | Raportează eroare |
| TR-II-m-B-14369                              | Casa Maria Nicula                                                                 | sat Olteni; comuna Olteni                       | Str. Vuia Traian 1 | 1910                                                       | Încarcă foto \| video                                                                 | Raportează eroare |
| TR-II-m-B-14370                              | Biserica „Cuvioasa Paraschiva”                                                    | sat Orbeasca de Jos; comuna Orbeasca            | Str. Gura Văii 2, în cimitir | 1844                                                       | Încarcă foto \| video                                                                 | Raportează eroare |
| TR-II-m-B-14371                              | Ruinele conacului Iorgu Angelescu                                                 | sat Orbeasca de Sus; comuna Orbeasca            | Str. Șoseaua Alexandriei, la ieșirea din sat, spre Pitești 44.14257°N 25.32029°E | 1907                                                       | Încarcă foto \| video                                                                 | Raportează eroare |
| TR-II-m-B-14372                              | Școala veche                                                                      | sat Peretu; comuna Peretu                       | Str. Școala Veche 773 | 1823                                                       | Încarcă foto \| video                                                                 | Raportează eroare |
| TR-II-m-B-14373                              | Biserica „Sf. Nicolae”                                                            | sat Perii Broșteni; comuna Olteni               | Str. Libertății 23 | 1842                                                       | Încarcă foto \| video                                                                 | Raportează eroare |
| TR-II-m-B-14374                              | Casa Dănuț Dumitrescu                                                             | sat Perii Broșteni; comuna Olteni               | Str. Libertății 66, în centrul satului | 1900                                                       | Încarcă foto \| video                                                                 | Raportează eroare |
| TR-II-m-B-14375                              | Casa Ioana Voinea                                                                 | sat Perii Broșteni; comuna Olteni               | Str. Libertății 195, la ieșirea din sat | înc. sec. XX                                               | Încarcă foto \| video                                                                 | Raportează eroare |
| TR-II-m-B-14377                              | Casa Frățilescu, azi școală de șoferi                                             | sat Piatra; comuna Piatra                       | Lângă moară | sf. sec. XIX                                               | Încarcă foto \| video                                                                 | Raportează eroare |
| TR-II-m-B-14379                              | Casa Constantin P. Dicu, fostă grădiniță                                          | sat Piatra; comuna Piatra                       | Lângă casa Marin I. Dicu | 1903                                                       | Încarcă foto \| video                                                                 | Raportează eroare |
| TR-II-m-B-14385                              | Casa Marin I. Dicu                                                                | sat Piatra; comuna Piatra                       | Lângă casa Constantin P. Dicu | 1900                                                       | Încarcă foto \| video                                                                 | Raportează eroare |
| TR-II-m-B-14376                              | Moara Frățilescu                                                                  | sat Piatra; comuna Piatra                       | Str. Principală, vis-a-vis de Școala generală | 1930                                                       | Încarcă foto \| video                                                                 | Raportează eroare |
| TR-II-m-B-14378                              | Școala veche, azi grădiniță                                                       | sat Piatra; comuna Piatra                       | Str. Principală, lângă biserică | înc. sec. XX                                               | Încarcă foto \| video                                                                 | Raportează eroare |
| TR-II-m-B-14380                              | Primăria                                                                          | sat Piatra; comuna Piatra                       | Str. Principală | 1911                                                       | Încarcă foto \| video                                                                 | Raportează eroare |
| TR-II-a-B-14381                              | Ansamblul rural „Str. Principală”                                                 | sat Piatra; comuna Piatra                       | Str. Principală, între imobilele clasate „Casa Miltiade Bârje”, respectiv „Școala veche” și „Casa Mardale Anghel” ambele fronturi, până la limita posterioară a loturilor                                                                            |                                                            | Încarcă foto \| video                                                                 | Raportează eroare |
| TR-II-m-B-14382                              | Casa cu prăvălie Tudor Monea                                                      | sat Piatra; comuna Piatra                       | Str. Principală, lângă Oficiul Poștal | înc. sec. XX                                               | Încarcă foto \| video                                                                 | Raportează eroare |
| TR-II-m-B-14383                              | Casa cu prăvălie Petre F. Beznea ulterior cooperativa de consum                   | sat Piatra; comuna Piatra                       | Str. Principală | 1911                                                       | Încarcă foto \| video                                                                 | Raportează eroare |
| TR-II-m-B-14384                              | Casa cu prăvălie Dicu, ulterior oficiu poștal                                     | sat Piatra; comuna Piatra                       | Str. Principală | înc. sec. XX                                               | Încarcă foto \| video                                                                 | Raportează eroare |
| TR-II-m-B-14386                              | Casa Anghel Mardale                                                               | sat Piatra; comuna Piatra                       | Str. Principală | 1912                                                       | Încarcă foto \| video                                                                 | Raportează eroare |
| TR-II-m-B-14387                              | Casa cu frizerie Miltiade Bârjă                                                   | sat Piatra; comuna Piatra                       | Str. Principală | 1933                                                       | Încarcă foto \| video                                                                 | Raportează eroare |
| TR-II-m-B-14388                              | Cișmeaua veche                                                                    | sat Piatra; comuna Piatra                       | Str. Principală, în fața bisericii | 1908                                                       | Încarcă foto \| video                                                                 | Raportează eroare |
| TR-II-m-B-14389                              | Ruinele bisericii „Sf. Treime”                                                    | sat Pietroșani; comuna Pietroșani               | Str. Lunca Dunării, lângă școală 43.70851°N 25.63759°E | 1812 - 1819                                                |                                                                                       | Raportează eroare |
| TR-II-m-B-14390                              | Casa cu prăvălie Paraschiv Cristescu, azi Iulia Cristescu                         | sat Pietroșani; comuna Pietroșani               | Str. Lunca Dunării 43.70901°N 25.63727°E | 1912                                                       |                                                                                       | Raportează eroare |
| TR-II-m-B-14391                              | Casa cu prăvălie Iulică Rădulescu                                                 | sat Pietroșani; comuna Pietroșani               | Str. Lunca Dunării, colț cu str. Mihai Eminescu | 1891                                                       | Încarcă foto \| video                                                                 | Raportează eroare |
| TR-II-m-B-20215                              | Casa Gerota, ulterior sediu IAS                                                   | sat Plosca; comuna Plosca                       | În partea de E a localității | 1910                                                       | Încarcă foto \| video                                                                 | Raportează eroare |
| TR-II-m-B-14393                              | Biserica „Nașterea Maicii Domnului”                                               | sat Plosca; comuna Plosca                       | Șos. Alexandria-Roșiorii de Vede, în centrul satului | 1841                                                       | Încarcă foto \| video                                                                 | Raportează eroare |
| TR-II-m-B-14392                              | Casa Andrei, azi cabinet medical inividual                                        | sat Plosca; comuna Plosca                       | Str. Gării, în centrul localității | înc. sec. XX                                               | Încarcă foto \| video                                                                 | Raportează eroare |
| TR-II-m-B-14394                              | Conacul Mihai Popescu                                                             | sat Poeni; comuna Poeni                         | Str. Popescu Mihai 1, la ieșirea din sat, spre Siliștea 44.3988°N 25.34027°E | înc. sec. XX                                               | Încarcă foto \| video                                                                 | Raportează eroare |
| TR-II-m-B-14395                              | Școala veche                                                                      | sat Prunaru; comuna Bujoreni                    | Str. București-Alexandria 39, în centrul satului | înc. sec. XX                                               | Încarcă foto \| video                                                                 | Raportează eroare |
| TR-II-m-B-14396                              | Biserica „Duminica Tuturor Sfinților”                                             | sat Prunaru; comuna Bujoreni                    | Str. Bisericii 7 | 1825                                                       | Încarcă foto \| video                                                                 | Raportează eroare |
| TR-II-m-B-14397                              | Casa Elena Militaru                                                               | sat Purani; comuna Vitănești                    | Str. Principală | înc. sec. XX                                               | Încarcă foto \| video                                                                 | Raportează eroare |
| TR-II-m-B-14398                              | Moară                                                                             | sat Purani; comuna Vitănești                    | Str. Principală | 1930                                                       | Încarcă foto \| video                                                                 | Raportează eroare |
| TR-II-m-A-14399 (RAN: 154264.01)             | Biserica de lemn „Sf. Împărați”                                                   | sat Puranii de Sus; comuna Purani               | Str. Bisericii, 3, în centrul localității, în cimitir | 1810                                                       | Alte imagini                                                                          | Raportează eroare |
| TR-II-m-B-14401.01                           | Conac                                                                             | sat Putineiu; comuna Putineiu                   | În centrul localității | 1907                                                       | Încarcă foto \| video                                                                 | Raportează eroare |
| TR-II-m-B-14400                              | Casa Tudorică Florea                                                              | sat Putineiu; comuna Putineiu                   | În centrul localității, pe DN65 | 1901                                                       | Încarcă foto \| video                                                                 | Raportează eroare |
| TR-II-a-B-14401                              | Ansamblul conacului Malaxa                                                        | sat Putineiu; comuna Putineiu                   | În centrul localității | 1907                                                       | Încarcă foto \| video                                                                 | Raportează eroare |
| TR-II-m-B-14401.02 (fost TR-II-m-A-14401.02) | Clădiri anexă                                                                     | sat Putineiu; comuna Putineiu                   | În centrul localității | 1907                                                       | Încarcă foto \| video                                                                 | Raportează eroare |
| TR-II-m-B-14402                              | Biserica „Sf. Împărați Constantin și Elena”                                       | sat Putineiu; comuna Putineiu                   | | 1868                                                       | Încarcă foto \| video                                                                 | Raportează eroare |
| TR-II-m-B-14403                              | Biserica „Sf. Treime”                                                             | sat Rădoiești-Deal; comuna Rădoiești            | Str. Cișmelei 2, în centrul localității | 1857                                                       | Încarcă foto \| video                                                                 | Raportează eroare |
| TR-II-m-B-14404                              | Biserica „Sf. Împărați”                                                           | sat Răsmirești; comuna Răsmirești               | În centrul localității, pe șosea | 1850                                                       | Încarcă foto \| video                                                                 | Raportează eroare |
| TR-II-m-B-14405                              | Depoul C. F.R. Roșiori (ruine)                                                    | municipiul Roșiorii de Vede                     | În incinta Gării de Est | înc. sec. XX                                               | Încarcă foto \| video                                                                 | Raportează eroare |
| TR-II-a-B-14408                              | Ansamblul urban „Str. 9 Mai”                                                      | municipiul Roșiorii de Vede                     | Str. 9 Mai, frontul nr. 2-4, până la limita posterioară a loturilor |                                                            | Încarcă foto \| video                                                                 | Raportează eroare |
| TR-II-m-B-14412                              | Casa Parascopol                                                                   | municipiul Roșiorii de Vede                     | Str. 9 Mai 2 | sf. sec. XIX                                               |                                                                                       | Raportează eroare |
| TR-II-m-B-14413                              | Casa Bădescu                                                                      | municipiul Roșiorii de Vede                     | Str. 9 Mai 4 | 1913                                                       | Încarcă foto \| video                                                                 | Raportează eroare |
| TR-II-m-B-14443                              | Biserica „Sf. Cruce”                                                              | municipiul Roșiorii de Vede                     | Str. Avram Iancu 3 | 1849                                                       | Încarcă foto \| video                                                                 | Raportează eroare |
| TR-II-m-B-14414                              | Biserica „Sf. Ilie”                                                               | municipiul Roșiorii de Vede                     | Str. Caragiale Ion Luca 149 | 1804, adăugiri 1833                                        | Încarcă foto \| video                                                                 | Raportează eroare |
| TR-II-m-B-14415                              | Cinematograful „Carpați”                                                          | municipiul Roșiorii de Vede                     | Bd. Carpați 20 | înc. sec. XX                                               | Încarcă foto \| video                                                                 | Raportează eroare |
| TR-II-m-B-14416                              | Protoieria Roșiorii de Vede, fosta Casă municipală de Cultură                     | municipiul Roșiorii de Vede                     | Str. Cuza Alexandru Ioan 1 | sf. sec. XIX                                               | Încarcă foto \| video                                                                 | Raportează eroare |
| TR-II-m-B-14417                              | Casa Lincă, fost Notariat                                                         | municipiul Roșiorii de Vede                     | Str. Cuza Alexandru Ioan 24 | 1913                                                       | Încarcă foto \| video                                                                 | Raportează eroare |
| TR-II-a-B-14406                              | Ansamblul urban „Str. Dunării”                                                    | municipiul Roșiorii de Vede                     | Str. Dunării, frontul cu nr. 54-58, până la limita posterioară a loturilor 44.10903°N 24.99451°E |                                                            | Încarcă foto \| video                                                                 | Raportează eroare |
| TR-II-m-B-14420                              | Casa Stângă, azi Muzeul municipal de istorie „Petre Voievozeanu”                  | municipiul Roșiorii de Vede                     | Str. Dunării 54 44.10903°N 24.99451°E | sf. sec. XIX                                               | Încarcă foto \| video                                                                 | Raportează eroare |
| TR-II-m-B-14419                              | Primărie                                                                          | municipiul Roșiorii de Vede                     | Str. Dunării 58 | 1912                                                       |                                                                                       | Raportează eroare |
| TR-II-m-B-14421                              | Școala veche, azi Școala gen. nr. 2 „Al. Depărățeanu”                             | municipiul Roșiorii de Vede                     | Str. Dunării 126 | 1892                                                       | Încarcă foto \| video                                                                 | Raportează eroare |
| TR-II-m-B-14422 (RAN: 151889.05)             | Biserica „Sf. Ioan Botezătorul”                                                   | municipiul Roșiorii de Vede                     | Str. Eminescu Mihai 12 | 1845                                                       | Încarcă foto \| video                                                                 | Raportează eroare |
| TR-II-m-B-14423                              | Gara de Est                                                                       | municipiul Roșiorii de Vede                     | Aleea Gării de Est, în partea de E aorașului | 1889                                                       | Încarcă foto \| video                                                                 | Raportează eroare |
| TR-II-m-B-14424 (RAN: 151889.06)             | Turn de apă                                                                       | municipiul Roșiorii de Vede                     | Aleea Gării de Est, în incinta Gării de Est | înc. sec. XX                                               | Încarcă foto \| video                                                                 | Raportează eroare |
| TR-II-m-B-14425                              | Biserica „Adormirea Maicii Domnului”                                              | municipiul Roșiorii de Vede                     | Str. Ipătescu Ana 16 | 1836                                                       | Încarcă foto \| video                                                                 | Raportează eroare |
| TR-II-m-B-14429                              | Moara Georgescu                                                                   | municipiul Roșiorii de Vede                     | Str. Izbiceanu 4 | 1910                                                       | Încarcă foto \| video                                                                 | Raportează eroare |
| TR-II-a-B-14411                              | Ansamblul urban „Str. Mărășești”                                                  | municipiul Roșiorii de Vede                     | Str. Mărășești, ambele fronturi între nr. 1-51 și nr. 2-52, până la limita posterioară a loturilor |                                                            | Încarcă foto \| video                                                                 | Raportează eroare |
| TR-II-m-B-14426                              | Uzina electrică                                                                   | municipiul Roșiorii de Vede                     | Str. Mărășești 46 | 1914                                                       | Încarcă foto \| video                                                                 | Raportează eroare |
| TR-II-m-B-14428                              | Baia publică                                                                      | municipiul Roșiorii de Vede                     | Str. Mărășești 48 | 1916                                                       | Încarcă foto \| video                                                                 | Raportează eroare |
| TR-II-m-B-14427                              | Judecătorie                                                                       | municipiul Roșiorii de Vede                     | Str. Mărășești 52A 44.11167°N 24.99835°E | 1912                                                       | Încarcă foto \| video                                                                 | Raportează eroare |
| TR-II-a-B-14410                              | Ansamblul urban „Str. Oltului”                                                    | municipiul Roșiorii de Vede                     | Str. Oltului, frontul de la imobilul clasat „Casa Burdescu” până la intersecția cu str. Republicii, până la limita posterioară a loturilor |                                                            | Încarcă foto \| video                                                                 | Raportează eroare |
| TR-II-m-B-14431                              | Casa Burdescu                                                                     | municipiul Roșiorii de Vede                     | Str. Oltului 29 | 1913                                                       | Încarcă foto \| video                                                                 | Raportează eroare |
| TR-II-m-B-14418                              | Școala de meserii, azi Grup școlar agricol                                        | municipiul Roșiorii de Vede                     | Str. Renașterii 21 | 1905                                                       | Încarcă foto \| video                                                                 | Raportează eroare |
| TR-II-m-B-14432                              | Liceul „Anastasescu”                                                              | municipiul Roșiorii de Vede                     | Bd. Republicii 9-11 | 1919                                                       | Încarcă foto \| video                                                                 | Raportează eroare |
| TR-II-a-B-14430                              | Ansamblul bisericii „Sf. Împărați” - Serdăreasa                                   | municipiul Roșiorii de Vede                     | Str. Republicii 10 | 1832 - 1835                                                | Încarcă foto \| video                                                                 | Raportează eroare |
| TR-II-m-B-14430.01                           | Biserica „Sf. Împărați”-Serdăreasa                                                | municipiul Roșiorii de Vede                     | Str. Republicii 10 | 1832 - 1835                                                | Încarcă foto \| video                                                                 | Raportează eroare |
| TR-II-m-B-14430.02                           | Zid de incintă                                                                    | municipiul Roșiorii de Vede                     | Str. Republicii 10 | sec. XIX                                                   | Încarcă foto \| video                                                                 | Raportează eroare |
| TR-II-m-B-14433                              | Fabrica de Ulei-Unitatea nr. 2                                                    | municipiul Roșiorii de Vede                     | Str. Republicii 47-49 | 1947                                                       | Încarcă foto \| video                                                                 | Raportează eroare |
| TR-II-a-B-14409                              | Ansamblul urban „Str. Sf. Teodor”                                                 | municipiul Roșiorii de Vede                     | Str. Sf. Teodor, frontul cuprins între nr. 2-16, până la limita posterioară a loturilor |                                                            | Încarcă foto \| video                                                                 | Raportează eroare |
| TR-II-m-B-14441 (RAN: 151889.04)             | Catedrala „Sf. Teodor Tiron”                                                      | municipiul Roșiorii de Vede                     | Str. Sf. Teodor 1A | 1818                                                       | Încarcă foto \| video                                                                 | Raportează eroare |
| TR-II-m-B-14434                              | Casa Olimpia Popescu                                                              | municipiul Roșiorii de Vede                     | Str. Sf. Teodor 4 | înc. sec. XX                                               | Încarcă foto \| video                                                                 | Raportează eroare |
| TR-II-m-B-14435                              | Casa Nicu Trăilă                                                                  | municipiul Roșiorii de Vede                     | Str. Sf. Teodor 5 | înc. sec. XX                                               | Încarcă foto \| video                                                                 | Raportează eroare |
| TR-II-m-B-14436                              | Casa Ionel Anastasescu                                                            | municipiul Roșiorii de Vede                     | Str. Sf. Teodor 7 | înc. sec. XX                                               | Încarcă foto \| video                                                                 | Raportează eroare |
| TR-II-m-B-14437                              | Casa dr. Ștefan Noica                                                             | municipiul Roșiorii de Vede                     | Str. Sf. Teodor 9 | sf. sec. XIX                                               | Încarcă foto \| video                                                                 | Raportează eroare |
| TR-II-m-B-14439                              | Casa Manolescu                                                                    | municipiul Roșiorii de Vede                     | Str. Sf. Teodor 11 | înc. sec. XX                                               | Încarcă foto \| video                                                                 | Raportează eroare |
| TR-II-m-B-14440                              | Casa Mamut                                                                        | municipiul Roșiorii de Vede                     | Str. Sf. Teodor 13 | 1899                                                       | Încarcă foto \| video                                                                 | Raportează eroare |
| TR-II-m-B-14438                              | Casa Daia                                                                         | municipiul Roșiorii de Vede                     | Str. Sf. Teodor 16 | înc. sec. XX                                               | Încarcă foto \| video                                                                 | Raportează eroare |
| TR-II-m-B-14442                              | Biserica „Cuvioasa Paraschiva”                                                    | municipiul Roșiorii de Vede                     | Str. Sfânta Vineri 47 | 1836                                                       | Încarcă foto \| video                                                                 | Raportează eroare |
| TR-II-a-B-14407                              | Ansamblul urban „Str. Tudor Vladimirescu”                                         | municipiul Roșiorii de Vede                     | Str. Vladimirescu Tudor, frontul nr. 11-15, până la limita posterioară a loturilor |                                                            | Încarcă foto \| video                                                                 | Raportează eroare |
| TR-II-m-B-14445                              | Casa Aurel Văduva                                                                 | sat Salcia; comuna Salcia                       | În centrul satului, lângă primărie | 1910                                                       | Încarcă foto \| video                                                                 | Raportează eroare |
| TR-II-m-B-14446                              | Casa Petre Naidin                                                                 | sat Salcia; comuna Salcia                       | În partea de N a satului, la răscrucedeulițe | sf. sec. XIX                                               | Încarcă foto \| video                                                                 | Raportează eroare |
| TR-II-m-B-14444                              | Casa Rada Dogaru                                                                  | sat Salcia; comuna Salcia                       | Str. Principală, în centrul satului | 1900                                                       | Încarcă foto \| video                                                                 | Raportează eroare |
| TR-II-m-A-14447                              | Biserica de lemn „Sf. Nicolae”                                                    | sat Sârbenii de Jos; comuna Sârbeni             | Str. Primăriei 185, în cimitir | 1778                                                       | Alte imagini                                                                          | Raportează eroare |
| TR-II-m-B-14449                              | Casa Răducu Filip                                                                 | sat Seaca; comuna Seaca                         | DN51A, vis a vis de Dispensar | 1910                                                       | Încarcă foto \| video                                                                 | Raportează eroare |
| TR-II-m-B-14450                              | Casa Eleonora Raicu                                                               | sat Segarcea-Deal; comuna Segarcea-Vale         | Str. Principală 36 | 1910                                                       | Încarcă foto \| video                                                                 | Raportează eroare |
| TR-II-m-B-14451                              | Primăria, azi dispensar                                                           | sat Segarcea-Deal; comuna Segarcea-Vale         | Str. Principală 56, vis-a-vis de școala generală | 1900                                                       | Încarcă foto \| video                                                                 | Raportează eroare |
| TR-II-a-B-14452                              | Ferma Dona                                                                        | sat Segarcea-Vale; comuna Segarcea-Vale         | Str. Linia Mare 41, între Segarcea Vale și Lunca | 1930                                                       | Încarcă foto \| video                                                                 | Raportează eroare |
| TR-II-m-B-14452.01                           | Clădire administrativă                                                            | sat Segarcea-Vale; comuna Segarcea-Vale         | Str. Linia Mare 41, între Segarcea Vale și Lunca | 1930                                                       | Încarcă foto \| video                                                                 | Raportează eroare |
| TR-II-m-B-14452.02                           | Clădiri anexă                                                                     | sat Segarcea-Vale; comuna Segarcea-Vale         | Str. Linia Mare 41, între Segarcea Vale și Lunca | 1930                                                       | Încarcă foto \| video                                                                 | Raportează eroare |
| TR-II-m-B-14453                              | Casa Tudor Istrate                                                                | sat Segarcea-Vale; comuna Segarcea-Vale         | Str. Turnu Măgurele 107, la intersecția cu DC spre Segarcea Deal | 1914                                                       | Încarcă foto \| video                                                                 | Raportează eroare |
| TR-II-m-B-14454                              | Casa Marin Lupu                                                                   | sat Segarcea-Vale; comuna Segarcea-Vale         | Str. Turnu Măgurele 52 | sf. sec. XIX                                               | Încarcă foto \| video                                                                 | Raportează eroare |
| TR-II-m-A-14456 (RAN: 152118.02)             | Biserica de lemn „Sf. Nicolae”                                                    | sat Sericu; comuna Blejești                     | Șos. Sericului 15 | 1812                                                       | Alte imagini                                                                          | Raportează eroare |
| TR-II-m-B-14455                              | Școala veche                                                                      | sat Sericu; comuna Blejești                     | Șos. Sericului 19 | 1835                                                       | Încarcă foto \| video                                                                 | Raportează eroare |
| TR-II-m-B-14457                              | Primăria                                                                          | sat Siliștea; comuna Siliștea                   | Șos. Alexandriei 7 | înc. sec. XX                                               | Încarcă foto \| video                                                                 | Raportează eroare |
| TR-II-m-B-14458                              | Spitalul vechi                                                                    | sat Siliștea; comuna Siliștea                   | Șos. București 52 | înc. sec. XX                                               | Încarcă foto \| video                                                                 | Raportează eroare |
| TR-II-m-B-14459                              | Școala veche, azi Centrul memorial „Marin Preda” și biblioteca comunală           | sat Siliștea-Gumești; comuna Siliștea-Gumești   | În centrul satului 44.3791°N 25.01181°E | 1910                                                       | Încarcă foto \| video                                                                 | Raportează eroare |
| TR-II-m-B-14460                              | Moara                                                                             | sat Siliștea-Gumești; comuna Siliștea-Gumești   | La intrarea în sat dinspre Tătărăștii de Sus | 1926                                                       | Încarcă foto \| video                                                                 | Raportează eroare |
| TR-II-m-B-14461                              | Casa cu prăvălie Ecaterina Popescu                                                | sat Siliștea-Gumești; comuna Siliștea-Gumești   | Str. Principală | 1920                                                       | Încarcă foto \| video                                                                 | Raportează eroare |
| TR-II-m-B-14462                              | Casa Eleonora Stănilă                                                             | sat Siliștea-Gumești; comuna Siliștea-Gumești   | La intrarea în sat dinspre Tătărăștii de Sus, peste drum de moară | 1900                                                       | Încarcă foto \| video                                                                 | Raportează eroare |
| TR-II-m-B-14464                              | Ruinele bisericii Zlotești                                                        | sat Slăvești; comuna Tătărăștii de Jos          | Cartier Zlotești | sf. sec. XVIII                                             | Încarcă foto \| video                                                                 | Raportează eroare |
| TR-II-m-B-14465                              | Casa Zoe Elena Neagoe                                                             | sat Slăvești; comuna Tătărăștii de Jos          | În centrul satului | 1900                                                       | Încarcă foto \| video                                                                 | Raportează eroare |
| TR-II-m-B-14466                              | Casa Tudora Bărăgan                                                               | sat Slăvești; comuna Tătărăștii de Jos          | La intrarea în sat | 1900                                                       | Încarcă foto \| video                                                                 | Raportează eroare |
| TR-II-m-A-14467                              | Biserica „Sf. Arhangheli Mihail și Gavril”                                        | sat Smârdioasa; comuna Smârdioasa               | 22, în centrul localității | 1824                                                       | Încarcă foto \| video                                                                 | Raportează eroare |
| TR-II-m-B-14468                              | Turn de apă                                                                       | sat Suhaia; comuna Suhaia                       | Str. Dunării 226, lângă școală | înc. sec. XX                                               | Încarcă foto \| video                                                                 | Raportează eroare |
| TR-II-m-B-14470                              | Conacul Racotă                                                                    | sat Ștorobăneasa; comuna Ștorobăneasa           | Str. Racotă Vasile 28, la intrarea în sat 43.88429°N 25.45125°E | 1900                                                       | Încarcă foto \| video                                                                 | Raportează eroare |
| TR-II-m-B-14473                              | Casa Elena Cristea                                                                | sat Talpa-Bâscoveni; comuna Talpa               | Str. 22 decembrie 1989 584 | sf. sec. XIX                                               | Încarcă foto \| video                                                                 | Raportează eroare |
| TR-II-m-B-14474                              | Biserica de lemn „Cuvioasa Paraschiva”                                            | sat Talpa-Ogrăzile; comuna Talpa                | Str. Stoicescu Constantin 437 | 1912                                                       | Încarcă foto \| video                                                                 | Raportează eroare |
| TR-II-m-B-14476                              | Casa Domnica Mateescu (casa veche)                                                | sat Tătărăștii de Jos; comuna Tătărăștii de Jos | În centrul satului, vis-a-vis de casa Dumitru Lecca | 1900                                                       | Încarcă foto \| video                                                                 | Raportează eroare |
| TR-II-m-B-14463                              | Casa cu prăvălie Dumitru Lecca                                                    | sat Tătărăștii de Jos; comuna Tătărăștii de Jos | Str. Principală | 1903                                                       | Încarcă foto \| video                                                                 | Raportează eroare |
| TR-II-m-B-14475                              | Casa Aurel Popescu                                                                | sat Tătărăștii de Jos; comuna Tătărăștii de Jos | Str. Principală | 1900                                                       |                                                                                       | Raportează eroare |
| TR-II-a-A-14477                              | Ruinele curții boierilor Bălăceanu                                                | sat Tătărăștii de Sus; comuna Tătărăștii de Sus | „La Ziduri”, în centrul localității, lângă primărie 44.40971°N 25.12238°E | sec. XVIII                                                 |                                                                                       | Raportează eroare |
| TR-II-m-A-14477.01                           | Ruine paraclis                                                                    | sat Tătărăștii de Sus; comuna Tătărăștii de Sus | „La Ziduri”, în centrul localității, lângă primărie | sf. sec. XVIII                                             | Încarcă foto \| video                                                                 | Raportează eroare |
| TR-II-m-A-14477.02                           | Ruine case                                                                        | sat Tătărăștii de Sus; comuna Tătărăștii de Sus | „La Ziduri”, în centrul localității, lângă primărie | sec. XVIII                                                 | Încarcă foto \| video                                                                 | Raportează eroare |
| TR-II-m-A-14478                              | Biserica de lemn „Sf. Nicolae”                                                    | sat Teleormanu; comuna Mârzănești               | Str. Brândușelor, cartier Groșeni, laieșirea din sat către Purani | 1815                                                       | Alte imagini                                                                          | Raportează eroare |
| TR-II-m-B-14479                              | Biserica „Cuvioasa Paraschiva”                                                    | sat Trivalea-Moșteni; comuna Trivalea-Moșteni   | Cătun Țuguieții din Vale, în spatele școlii 44.26645°N 25.23809°E | 1841, ref. 1873                                            | Încarcă foto \| video                                                                 | Raportează eroare |
| TR-II-m-B-14480                              | Casa Marin Matei                                                                  | sat Trivalea-Moșteni; comuna Trivalea-Moșteni   | Str. Principală | 1920                                                       | Încarcă foto \| video                                                                 | Raportează eroare |
| TR-II-m-B-14481                              | Casa Elena Ene                                                                    | sat Trivalea-Moșteni; comuna Trivalea-Moșteni   | Str. Principală, la intrarea în sat | 1920                                                       | Încarcă foto \| video                                                                 | Raportează eroare |
| TR-II-m-B-14482                              | Podul peste râul Sâi                                                              | municipiul Turnu Măgurele                       | În partea de E a orașului | 1917                                                       | Încarcă foto \| video                                                                 | Raportează eroare |
| TR-II-m-B-14486                              | Tribunalul, azi Judecătoria                                                       | municipiul Turnu Măgurele                       | Str. 1 Decembrie 6 43.74759°N 24.86989°E | 1914                                                       |                                                                                       | Raportează eroare |
| TR-II-m-B-14487                              | Turnul de apă                                                                     | municipiul Turnu Măgurele                       | Str. 1 Decembrie 8 43.74759°N 24.86989°E | 1915                                                       | Încarcă foto \| video                                                                 | Raportează eroare |
| TR-II-m-B-14488                              | Baia publică                                                                      | municipiul Turnu Măgurele                       | Str. Alexandriei 1 | înc. sec. XX                                               | Încarcă foto \| video                                                                 | Raportează eroare |
| TR-II-a-B-14483                              | Ansamblul urban „Str. Nicolae Bălcescu”                                           | municipiul Turnu Măgurele                       | Str. Bălcescu Nicolae, între intersecțiile cu str. Sfânta Vineri, respectiv str. Mihai Bravul, ambele fronturi, până la limita posterioară a loturilor                                                                                               |                                                            | Încarcă foto \| video                                                                 | Raportează eroare |
| TR-II-m-B-14489                              | Liceul „Unirea”                                                                   | municipiul Turnu Măgurele                       | Str. Castanilor 25 | 1888, ref. 1926                                            | Încarcă foto \| video                                                                 | Raportează eroare |
| TR-II-m-B-14492                              | Spitalul Vechi                                                                    | municipiul Turnu Măgurele                       | Str. Castanilor 42 | înc. sec. XX                                               | Încarcă foto \| video                                                                 | Raportează eroare |
| TR-II-a-B-14485                              | Ansamblul urban „Calea Dunării”                                                   | municipiul Turnu Măgurele                       | Calea Dunării, între intersecțiile cu str. Republicii, respectiv str. Castanilor, ambele fronturi, până la limita posterioară a loturilor |                                                            | Încarcă foto \| video                                                                 | Raportează eroare |
| TR-II-m-B-14490                              | Casa Prefectului, azi Administrația Financiară                                    | municipiul Turnu Măgurele                       | Calea Dunării 1 | 1880                                                       | Încarcă foto \| video                                                                 | Raportează eroare |
| TR-II-m-B-14491                              | Cazarma Veche                                                                     | municipiul Turnu Măgurele                       | Calea Dunării 3 | sf. sec. XIX                                               | Încarcă foto \| video                                                                 | Raportează eroare |
| TR-II-m-B-14493                              | Gara                                                                              | municipiul Turnu Măgurele                       | Str. Mărăcineanu V., în partea de N a orașului | 1893                                                       | Încarcă foto \| video                                                                 | Raportează eroare |
| TR-II-m-B-14494                              | Liceul „Sf. Haralambie”                                                           | municipiul Turnu Măgurele                       | Str. Oituz 11 | sf. sec. XIX                                               | Încarcă foto \| video                                                                 | Raportează eroare |
| TR-II-m-B-14366                              | Casa Grigore Dincă                                                                | municipiul Turnu Măgurele                       | Str. Oltului 67, în fostul sat Odaia, pe șoseaua Turnu Măgurele - Plopii Slăvitești | 1900                                                       | Încarcă foto \| video                                                                 | Raportează eroare |
| TR-II-a-B-14495                              | Ansamblul căpităniei portului                                                     | municipiul Turnu Măgurele                       | Str. Portului 1, pe malul Dunării | 1880                                                       | Încarcă foto \| video                                                                 | Raportează eroare |
| TR-II-m-B-14495.01                           | Căpitănia                                                                         | municipiul Turnu Măgurele                       | Str. Portului 1, pe malul Dunării | 1880                                                       | Încarcă foto \| video                                                                 | Raportează eroare |
| TR-II-m-B-14495.02                           | Anexă                                                                             | municipiul Turnu Măgurele                       | Str. Portului 1, pe malul Dunării | 1880                                                       | Încarcă foto \| video                                                                 | Raportează eroare |
| TR-II-a-B-14484                              | Ansamblul urban „Str. David Praporgescu”                                          | municipiul Turnu Măgurele                       | Str. Praporgescu David, frontul cuprins între nr. 75-95, până la limita posterioară a loturilor |                                                            | Încarcă foto \| video                                                                 | Raportează eroare |
| TR-II-m-B-14497                              | Casa Anastasescu, ulterior Muzeul Municipal de Artă                               | municipiul Turnu Măgurele                       | Bd. Republicii 4 | 1910                                                       | Încarcă foto \| video                                                                 | Raportează eroare |
| TR-II-m-A-14498                              | Biserica „Sf. Haralambie”                                                         | municipiul Turnu Măgurele                       | Bd. Republicii 6 | 1905 André Lecomte du Noüy (arhitect)                      |                                                                                       | Raportează eroare |
| TR-II-m-B-14496                              | Cinematograful „Flacăra”                                                          | municipiul Turnu Măgurele                       | Str. Republicii, în Parcul central | 1936                                                       | Încarcă foto \| video                                                                 | Raportează eroare |
| TR-II-m-B-14499                              | Fosta Bancă Națională                                                             | municipiul Turnu Măgurele                       | Str. Republicii 16 | 1891                                                       | Încarcă foto \| video                                                                 | Raportează eroare |
| TR-II-m-B-14500                              | Casa Aneta Constantinescu                                                         | municipiul Turnu Măgurele                       | Str. Rosetti C.A. 18 | 1870                                                       | Încarcă foto \| video                                                                 | Raportează eroare |
| TR-II-m-B-14501                              | Clădirea fostei Cooperative de Credit „Cetatea”                                   | municipiul Turnu Măgurele                       | Str. Sfânta Vineri 3 | sf. sec. XIX                                               | Încarcă foto \| video                                                                 | Raportează eroare |
| TR-II-a-A-14502                              | Ansamblul bisericii „Sf. Vineri”                                                  | municipiul Turnu Măgurele                       | Str. Sfânta Vineri 4-6 | 1862                                                       | Încarcă foto \| video                                                                 | Raportează eroare |
| TR-II-m-A-14502.01                           | Biserica „Cuvioasa Paraschiva”                                                    | municipiul Turnu Măgurele                       | Str. Sfânta Vineri 4-6 | 1862                                                       | Încarcă foto \| video                                                                 | Raportează eroare |
| TR-II-m-A-14502.02                           | Casa parohială                                                                    | municipiul Turnu Măgurele                       | Str. Sfânta Vineri 4-6 | 1862                                                       | Încarcă foto \| video                                                                 | Raportează eroare |
| TR-II-m-A-14502.03                           | Turn clopotniță                                                                   | municipiul Turnu Măgurele                       | Str. Sfânta Vineri 4-6 | 1862                                                       | Încarcă foto \| video                                                                 | Raportează eroare |
| TR-II-m-B-14503                              | Școala veche, azi Școala nr. 1                                                    | municipiul Turnu Măgurele                       | Str. Traian 1 | 1890                                                       | Încarcă foto \| video                                                                 | Raportează eroare |
| TR-II-m-B-14505                              | Casa Mircea Nicolescu                                                             | municipiul Turnu Măgurele                       | Str. Vlad Țepeș 40 | sf. sec. XIX                                               | Încarcă foto \| video                                                                 | Raportează eroare |
| TR-II-m-B-14504                              | Casa Marieta Dorcescu                                                             | municipiul Turnu Măgurele                       | Str. Vladimirescu Tudor 28 | 1885                                                       | Încarcă foto \| video                                                                 | Raportează eroare |
| TR-II-m-B-14506                              | Biserica „Sf. Apostoli”                                                           | sat Udupu; comuna Tătărăștii de Sus             | Pe șoseaua Alexandria-Pitești, în cimitir | 1890                                                       | Încarcă foto \| video                                                                 | Raportează eroare |
| TR-II-m-B-14507                              | Casa Tudor Ghindeanu                                                              | sat Urluiu; comuna Bogdana                      | Str. Roșiorii de Vede 10, în centrul satului | 1900                                                       | Încarcă foto \| video                                                                 | Raportează eroare |
| TR-II-m-B-14508                              | Cișmeaua veche                                                                    | sat Valea Părului; comuna Mârzănești            | Str. Principală, în centrul satului | 1911                                                       | Încarcă foto \| video                                                                 | Raportează eroare |
| TR-II-m-B-14509                              | Moara                                                                             | sat Valea Părului; comuna Mârzănești            | Str. Principală, în centrul satului | înc. sec. XX                                               | Încarcă foto \| video                                                                 | Raportează eroare |
| TR-II-m-A-14510                              | Biserica de lemn „Cuvioasa Paraschiva”                                            | oraș Videle                                     | Str. Luncii 34, cartier Cârtojanca, în cimitir | 1782                                                       | Alte imagini                                                                          | Raportează eroare |
| TR-II-m-B-14511                              | Biserica „Sf. Nicolae”, „Sf. Ioan Botezătorul”                                    | sat Viișoara; comuna Viișoara                   | Str. Principală 943 | 1846                                                       |                                                                                       | Raportează eroare |
| TR-II-m-B-14513                              | Conacul Leonida Gușe, azi școală și grădiniță                                     | sat Voievoda; comuna Furculești                 | Vis-a-vis de biserica „Sf. Voievozi” 43.84125°N 25.13639°E | 1900                                                       | Încarcă foto \| video                                                                 | Raportează eroare |
| TR-II-m-B-14514                              | Biserica „Sf. Voievozi”                                                           | sat Voievoda; comuna Furculești                 | Vis-a-vis de conacul Gușe | 1884                                                       | Încarcă foto \| video                                                                 | Raportează eroare |
| TR-II-m-B-14512                              | Casa Gheorghe Furculeșteanu                                                       | sat Voievoda; comuna Furculești                 | Str. Principală 143 | 1929                                                       | Încarcă foto \| video                                                                 | Raportează eroare |
| TR-II-m-B-14515                              | Gara                                                                              | oraș Zimnicea                                   | Str. Alexandriei 1 | 1901                                                       | Încarcă foto \| video                                                                 | Raportează eroare |
| TR-III-m-B-14516                             | Statuia domnitorului Alexandru Ioan Cuza                                          | municipiul Alexandria                           | În Parcul Central 43.96862°N 25.33053°E | 1914 Ioan Iordănescu                                       |                                                                                       | Raportează eroare |
| TR-III-m-B-14517                             | Monumentul eroilor din Războiul de Independență (1877-1878)                       | sat Drăcești; comuna Scurtu Mare                | Str. Primăverii, lângă școala generală | mijl. sec. XX                                              | Încarcă foto \| video                                                                 | Raportează eroare |
| TR-III-m-B-14518                             | Monumentul comemorativ al Adunării de la Islaz (1848)                             | sat Islaz; comuna Islaz                         | Str. Dunării 2192, în centrul localității, lângă școala generală | 1969                                                       | Încarcă foto \| video                                                                 | Raportează eroare |
| TR-III-m-B-14519                             | Bustul lui Nicolae Bălcescu                                                       | municipiul Roșiorii de Vede                     | În parcul Nicolae Bălcescu, la intrarea în incinta ștrandului | 1957                                                       | Încarcă foto \| video                                                                 | Raportează eroare |
| TR-III-m-A-14523                             | Statuia Dorobanțului                                                              | municipiul Turnu Măgurele                       | În parcul din centrul comercial al orașului | 1907 Raffaello Romanelli (sculptor)                        |                                                                                       | Raportează eroare |
| TR-III-m-B-14525                             | Statuia domnitorului Mircea cel Bătrân                                            | municipiul Turnu Măgurele                       | La intrarea în oraș | 1970                                                       | Încarcă foto \| video                                                                 | Raportează eroare |
| TR-III-m-B-14524                             | Monumentul Independenței                                                          | municipiul Turnu Măgurele                       | Bd. Republicii, în Parcul Central | 1985                                                       |                                                                                       | Raportează eroare |
| TR-III-m-B-14526                             | Bustul lui David Praporgescu                                                      | municipiul Turnu Măgurele                       | Str. Taberei 2, în fața Policlinicii | 1974                                                       | Încarcă foto \| video                                                                 | Raportează eroare |
| TR-IV-m-B-14520                              | Cavoul Arizan                                                                     | municipiul Roșiorii de Vede                     | Str. Popescu Stelian, în cimitir | sf. sec. XIX                                               | Încarcă foto \| video                                                                 | Raportează eroare |
| TR-IV-m-B-14521                              | Casa memorială Zaharia Stancu                                                     | sat Salcia; comuna Salcia                       | În centrul localității 43.93289°N 24.93391°E | 1900                                                       | Încarcă foto \| video                                                                 | Raportează eroare |
| TR-IV-m-B-14522                              | Casa memorială Marin Preda                                                        | sat Siliștea-Gumești; comuna Siliștea-Gumești   | În centrul satului | înc. sec. XX                                               | Încarcă foto \| video                                                                 | Raportează eroare |